# Hélène Vladimirovna de Russie
Vous lisez un « article de qualité » labellisé en 2018.
Pour les articles homonymes, voir Hélène de Russie et Hélène de Grèce (homonymie).
Signature
Hélène Vladimirovna de Russie  (en russe : Еле́на Влади́мировна / Eléna Vladímirovna et en grec moderne : Ελένη Βλαδιμήροβνα της Ρωσίας / Eléni Vladimírovna tis Rosías), grande-duchesse de Russie puis, par son mariage, princesse de Grèce et de Danemark, est née le 17 janvier 1882 (29 janvier dans le calendrier grégorien) à Tsarskoïe Selo, en Russie, et morte le 13 mars 1957, à Athènes, en Grèce. Fille du grand-duc Vladimir Alexandrovitch de Russie et épouse du prince Nicolas de Grèce, c'est une personnalité de la maison Romanov.
Issue de l'une des branches les plus brillantes, mais aussi les plus orgueilleuses, de la famille impériale de Russie, Hélène Vladimirovna passe une enfance dorée entre l'Empire russe, pays de son père, le grand-duché de Mecklembourg-Schwerin, pays de sa mère, et la France, où ses parents effectuent de longs séjours avec leurs enfants. À l'adolescence, la mère de la grande-duchesse essaie de la marier à l'héritier d'un trône européen, mais ses projets échouent et, après des fiançailles avortées avec le prince Max de Bade, Hélène finit par épouser un simple cadet de famille, le prince Nicolas de Grèce et de Danemark, en 1902.
À partir de cette date, Hélène vit à Athènes, dans une résidence cossue offerte par son cousin, le tsar Nicolas II de Russie. Dans son nouveau pays, elle donne le jour à trois filles, les princesses Olga, Élisabeth et Marina. Quand elle ne s'occupe pas de ses enfants, la grande-duchesse se consacre à la religion orthodoxe ou à des activités charitables. Pendant les guerres balkaniques, elle organise ainsi un hôpital de campagne pour secourir les victimes des combats (1912-1913). La Première Guerre mondiale bouleverse l'existence de la grande-duchesse et de sa famille. Le conflit divise en effet la classe politique grecque et aboutit au « Schisme national », puis à l'exil du roi Constantin Ier et de sa parentèle (1917). Dans le même temps, la guerre amène la révolution en Russie, ce qui conduit au massacre de nombreux membres de la famille impériale et à l'exil des survivants. Chassés de Grèce et privés de tout revenu, Hélène et Nicolas passent trois années en Suisse, avant de rentrer à Athènes en 1920. Exilés par une nouvelle révolution en 1922, la grande-duchesse et ses proches s'installent en France, où ils restent jusqu'en 1936. À Paris, Hélène se consacre alors aux réfugiés russes blancs et à ses filles, qu'elle essaie, sans succès, de marier à des princes héritiers.
Rentrée en Grèce un an après la restauration de Georges II, Hélène perd son mari en 1938. Pendant la Seconde Guerre mondiale, elle choisit de rester vivre à Athènes avec sa belle-sœur, la princesse Alice de Battenberg. Traitée avec bienveillance par l'occupant, la grande-duchesse se consacre aux plus défavorisés et organise des soupes populaires dans la capitale. À la Libération, Hélène s'inquiète de la montée en puissance des communistes grecs et elle accueille avec soulagement le retour de la famille royale en 1946. Peu après, la grande-duchesse renoue également avec ses filles et ses gendres, qu'elle n'avait pas revus depuis 1941. Elle meurt finalement en 1957, dans sa villa du quartier de Psychiko.

## Famille
Hélène Vladimirovna est la fille du grand-duc Vladimir Alexandrovitch de Russie (1847-1909), frère cadet du tsar Alexandre III, et de son épouse la princesse Marie de Mecklembourg-Schwerin (1854-1920), plus connue sous le nom de Maria Pavlovna de Russie.
Par son père, Hélène Vladimirovna est donc la petite-fille du tsar Alexandre II de Russie (1818-1881) et de la princesse Marie de Hesse-Darmstadt (1824-1880) tandis que, par sa mère, elle descend du grand-duc Frédéric-François II de Mecklembourg-Schwerin (1823-1883) et de la princesse Augusta de Reuss-Köstritz (1822-1862). Elle est également la sœur du grand-duc Cyrille Vladimirovitch (1876-1938), prétendant au trône de Russie après l'assassinat de la famille impériale en 1918.
Le 29 août 1902, la grande-duchesse Hélène épouse, à Tsarskoïe Selo, le prince Nicolas de Grèce (1872-1938), troisième fils du roi Georges Ier (roi des Hellènes) et de son épouse la grande-duchesse Olga Constantinovna de Russie (1851-1926).
De ce mariage naissent trois enfants :
- Olga de Grèce (1903-1997), princesse de Grèce et de Danemark, qui épouse, en 1923, le prince Paul de Yougoslavie (1893-1976), régent de Yougoslavie ;
- Élisabeth de Grèce (1904-1955), princesse de Grèce et de Danemark, qui épouse, en 1934, le comte Charles-Théodore de Toerring-Jettenbach (1900-1967) ;
- Marina de Grèce (1906-1968), princesse de Grèce et de Danemark, qui épouse, en 1934, le prince Georges du Royaume-Uni (1902-1942), duc de Kent.

## Biographie

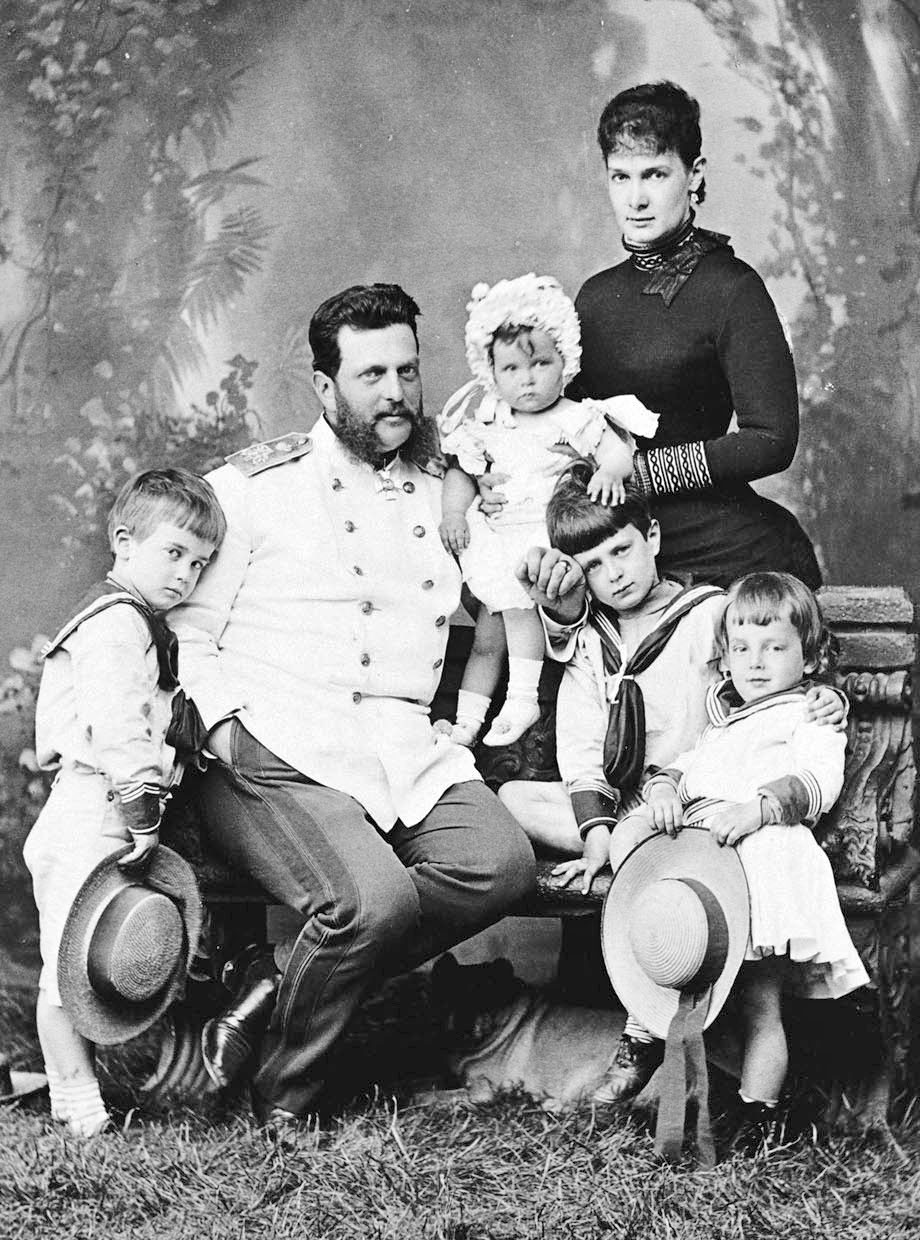
La famille du grand-duc Vladimir vers 1883. De gauche à droite apparaissent Boris, Vladimir, Hélène, Cyrille, Marie et André.

### Une grande-duchesse russe

#### Une enfance dorée
Dernière enfant du grand-duc Vladimir Alexandrovitch de Russie et de son épouse, née Marie de Mecklembourg-Schwerin, Hélène voit le jour en 1882. Seule fille d'une fratrie de cinq enfants, dont un est mort avant sa venue au monde, la grande-duchesse est souvent rudoyée par ses aînés (Cyrille, Boris et André) et développe, en contrepartie, un caractère impétueux. Âgée de seulement 4 ans, il lui arrive ainsi, un jour, de menacer sa gouvernante d'un couteau durant une séance de pose pour le peintre Henry Jones Thaddeus,. Éduquée par sa mère dans la très haute idée de son rang, la petite fille se montre par ailleurs volontiers arrogante et vaniteuse, même si la famille impériale lui reconnaît aussi une grande douceur.
Confiés aux soins d'une gouvernante britannique nommée Millicent Croft, Hélène et ses frères ont pour première langue l'anglais,. Avec leur nurse, les enfants s'initient très jeunes à la littérature, à travers des œuvres comme Oliver Twist ou Barnaby Rudge. Ils fréquentent en outre de nombreux intellectuels et artistes, invités réguliers de leurs parents dans leur palais de Saint-Pétersbourg,. Tous les deux ou trois ans, ils se rendent dans le grand-duché de Mecklembourg-Schwerin, pays de leur mère, et fréquentent aussi régulièrement la France et d'autres pays d'Europe de l'Ouest. Les relations de la famille avec la cour d'Alexandre III sont, par contre, plus compliquées, les parents d'Hélène nourrissant une profonde jalousie vis-à-vis du tsar et de son épouse.

#### Une jeune fille à marier
En grandissant, Hélène Vladimirovna devient une belle jeune femme et ses ambitieux parents cherchent à l'unir à l'héritier d'un trône européen. En 1898, la grande-duchesse est ainsi fiancée au prince Max de Bade, cousin et héritier présomptif du grand-duc Frédéric II. Cependant, le jeune homme rompt l'engagement, ce qui ternit durablement l'image d'Hélène. En 1900, une rumeur circule, parmi les cours européennes, disant que la grande-duchesse est sur le point d'être fiancée au prince Ferdinand Ier de Bulgarie, veuf de Marie-Louise de Parme mais, vrai ou non, le projet n'aboutit pas. Dans les mêmes moments, les Vladimirovitch implorent la Cour impériale d'aider Hélène à se rapprocher du prince Albert de Belgique, sans succès,. Le couple envisage également de marier sa fille à l'archiduc héritier François-Ferdinand d'Autriche ou au prince Louis de Monaco mais rejette par contre la candidature du roi Alexandre Ier de Serbie, jugée trop hasardeuse. Il est finalement probable que la mère d'Hélène ait aussi cherché à l'unir au deuxième fils du tsar Alexandre III, le grand-duc Michel, et cela en dépit de l'interdiction des mariages entre cousins germains dans l'Église orthodoxe.

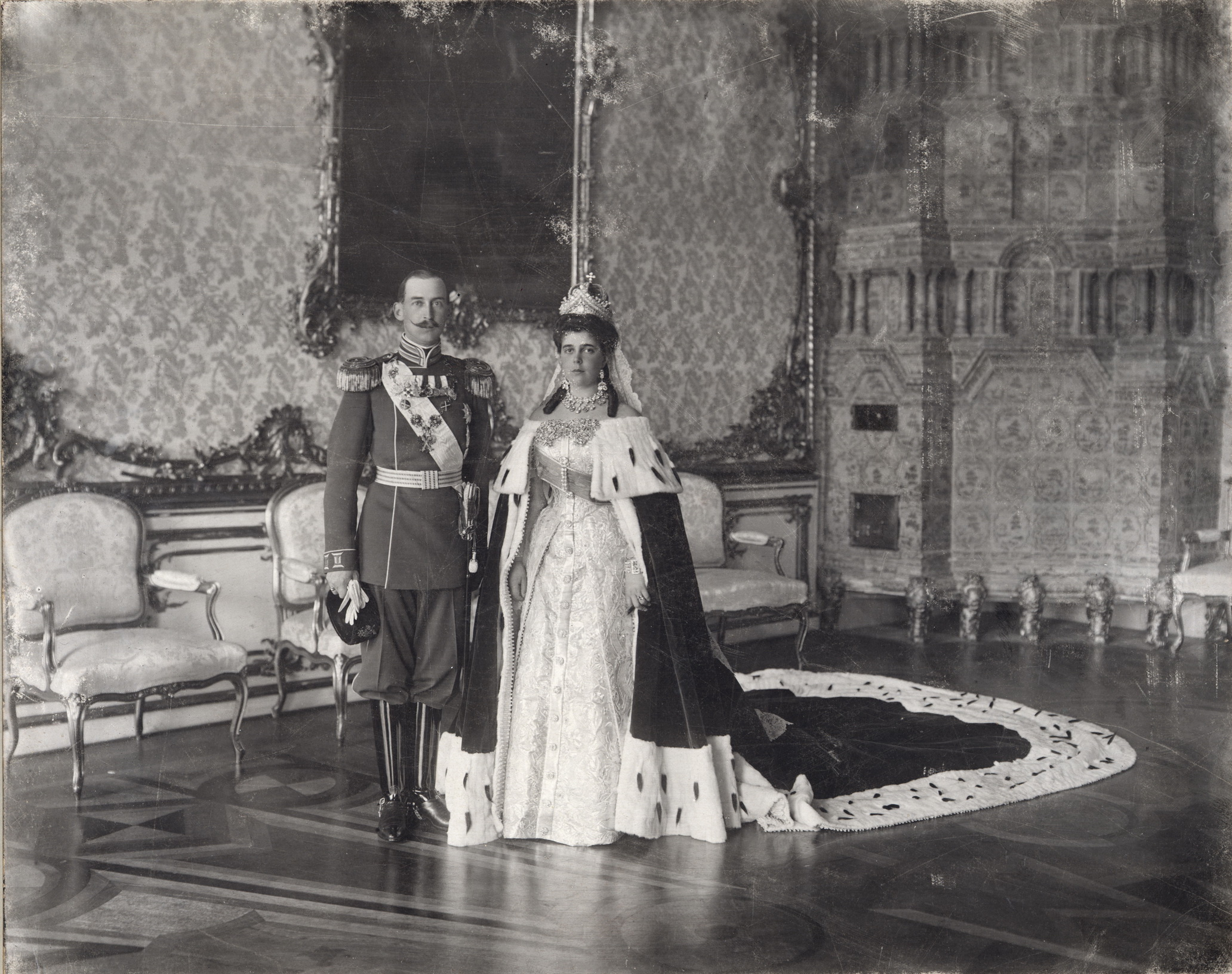
Nicolas et Hélène lors de leur mariage, en 1902.

Lassée par ces tentatives infructueuses, Hélène Vladimirovna se rapproche progressivement du prince Nicolas de Grèce, troisième fils du roi des Hellènes et de son épouse, née Olga Constantinovna de Russie. Les deux jeunes gens se sont rencontrés pour la première fois en 1894, à l'occasion d'une fête donnée à Livadia, en Crimée. Ils se sont revus deux ans plus tard lors du couronnement du jeune tsar Nicolas II de Russie et un sentiment de sympathie s'est développé entre eux. C'est cependant durant l'été 1900 que leur idylle apparaît réellement, les deux jeunes gens passant de longues heures à chevaucher ensemble. Malgré tout, les parents de la jeune fille s'opposent d'abord vigoureusement à ce rapprochement, considérant le prince comme à la fois trop éloigné du trône grec et trop pauvre,. Les années passant et les perspectives de trouver une couronne pour leur fille s'amenuisant, les Vladimirovitch se résolvent finalement à accepter les fiançailles d'Hélène et de Nicolas en juin 1902,.
Le couple s'unit donc à Tsarskoïe Selo le 16 août 1902 (29 août dans le calendrier grégorien) suivant,,. Pour l'occasion, le grand-duc Vladimir offre à sa fille un kokochnik en diamants, acheté chez Cartier, et une broche en brillants en forme d'arc. Malgré la joie entourant l'événement, le mariage est aussi l'occasion de tensions au sein de la famille des deux époux. De fait, le grand-duc Paul Alexandrovitch, oncle d'Hélène et beau-frère de Nicolas, est sur le point de se remarier à une roturière, Olga Karnovitch, ce que ni les Romanov ni les Oldenbourg n'acceptent. La présence du grand-duc lors des festivités cause donc un réel malaise, d'autant que le roi Georges Ier de Grèce évite ostensiblement son gendre durant toutes les cérémonies, alors qu'il se montre publiquement très tendre envers les deux enfants de celui-ci, Dimitri Pavlovitch et Maria Pavlovna,.

### En Grèce

#### Une jeune femme orgueilleuse

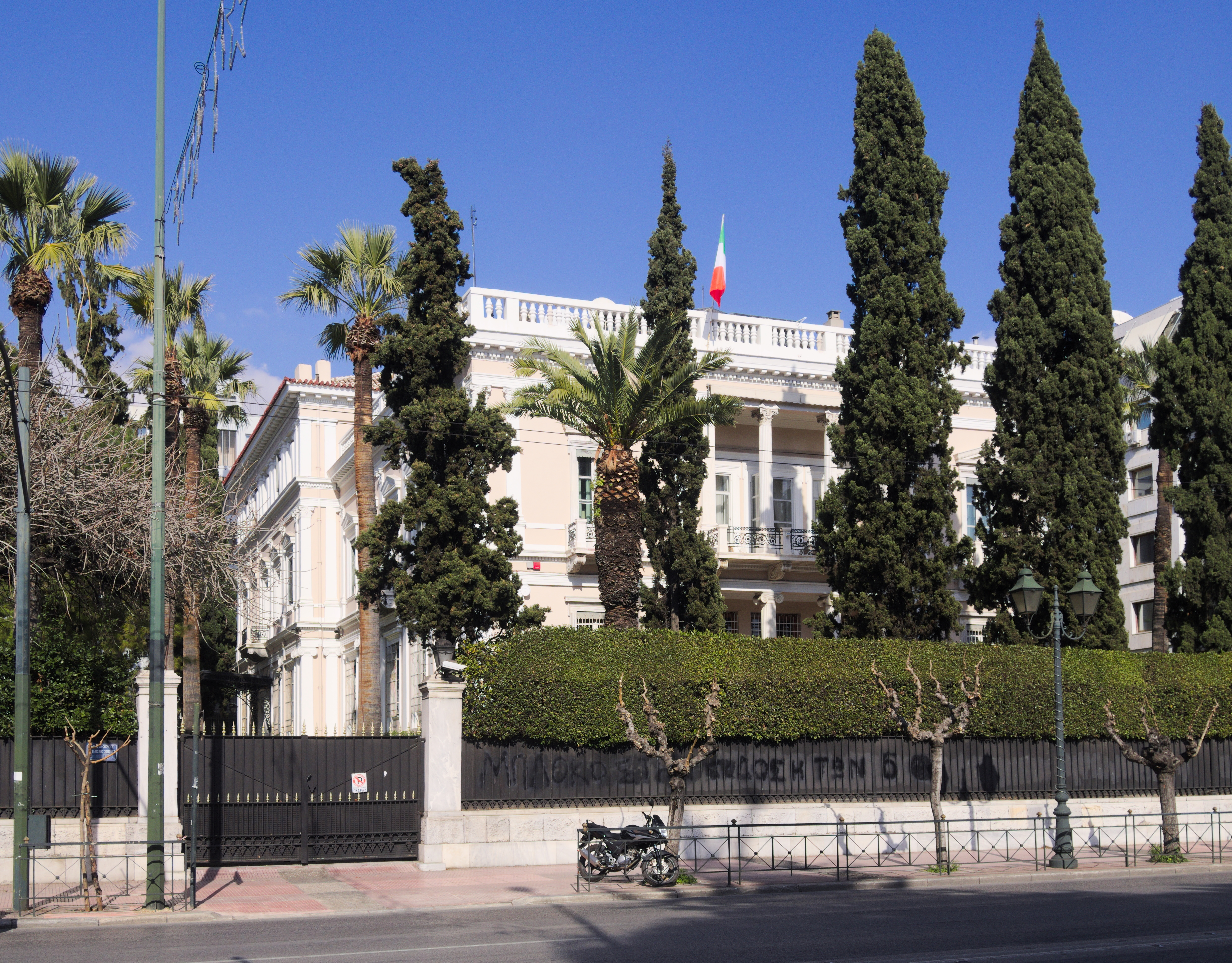
L'ancien Palais Nicolas, à Athènes.

Après une lune de miel à Ropcha, Hélène et Nicolas gagnent la Grèce à bord de l'Amphitrite et s'installent dans une aile du palais royal d'Athènes, en attendant l'aménagement de leur propre demeure,. Finalement, en 1905, le couple s'établit au palais Nicolas, cadeau de mariage du tsar Nicolas II de Russie à sa cousine. Très moderne pour son époque, la résidence possède notamment l'eau courante, froide et chaude,. Hélène et Nicolas y mènent une existence relativement simple mais confortable, grâce à la dot généreuse que la grande-duchesse a reçu de ses parents et qui constitue l'essentiel des revenus du couple,.
Toujours aussi hautaine et convaincue de la supériorité de son rang,,, Hélène entretient des relations compliquées avec ses belles-sœurs. Elle montre ainsi un certain mépris pour les princesses Alice de Battenberg (épouse du prince André) et Marie Bonaparte (femme du prince Georges), toutes deux issues de familles non-dynastes,. Ses liens avec la princesse Sophie de Prusse, mariée au diadoque Constantin, ne sont guère plus chaleureuses,. Cependant, la société athénienne n'étant pas très animée, la grande-duchesse n'a pas vraiment d'autre choix que de les côtoyer. Ainsi, durant le règne de Constantin Ier, le prince et la princesse Nicolas dînent, chaque jeudi, dans la résidence des souverains et, le mardi, c'est au tour de ces derniers d'être les invités du couple princier. Au fil des années, Hélène finit par ailleurs par développer une certaine proximité avec la princesse Alice, qui trouve davantage grâce à ses yeux après les mariages de sa sœur Louise avec le roi Gustave VI Adolphe de Suède (1923) et de son fils Philippe avec la reine Élisabeth II du Royaume-Uni (1947).
Après son arrivée à Athènes, Hélène s'initie au grec moderne, qu'elle apprend en compagnie de la princesse Alice et qu'elle parvient à parler fluidement. Malgré ses efforts pour s'intégrer à son nouveau pays, la grande-duchesse conserve la nostalgie du monde des Romanov. D'après sa nièce, la princesse Sophie de Grèce, les priorités d'Hélène restent ainsi, toute sa vie : « Dieu d'abord, les grands-ducs de Russie ensuite et finalement tout le reste ». Dans ces conditions, Hélène et son époux se rendent chaque année en Russie pour y retrouver leur nombreuse parentèle.

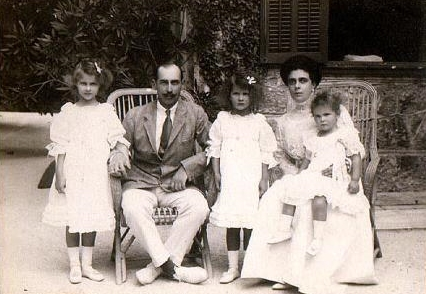
Nicolas, Hélène et leurs trois filles (1910).

#### Vie familiale
Au fil des années, Hélène et Nicolas donnent le jour à trois filles, les princesses Olga (née en 1903), Élisabeth (née en 1904) et Marina (née en 1906),,. Les naissances des deux aînées se passent sans difficulté, mais celle de la benjamine est beaucoup plus compliquée et laisse d'importantes séquelles à l'enfant, tout en manquant d'emporter la grande-duchesse. Gravement affaiblie par l'accouchement, cette dernière met deux ans à se rétablir et cesse alors d'apparaître à la Cour. Sur le conseil des médecins, elle quitte la Grèce et passe une longue période à Franzensbad, en Bohême, afin d'y suivre une cure thermale.
Au sein de leur foyer, Hélène et Nicolas s'expriment généralement en anglais, et c'est cette langue que leurs filles utilisent le plus spontanément, même si elles maîtrisent parfaitement le grec. Les trois enfants reçoivent une éducation relativement simple, confiée aux soins de nourrices grecques et d'une gouvernante britannique du nom de Kate Fox. Très proche d'Hélène, la jeune Anglaise reste au service du couple princier et de ses filles de 1903 à sa mort, excepté une longue parenthèse de huit ans. Dotée d'un fort caractère et persuadée de sa propre importance, la gouvernante s'attire en effet les foudres de Marie de Mecklembourg-Schwerin, qui force finalement sa fille et son gendre à la renvoyer en 1913, sous peine d'être privés de tout soutien financier venu de Russie,. Mais, malgré le passage des années, Hélène conserve toute son affection à Miss Fox, qui revient au service de la famille après la disparition de la grande-duchesse Marie, en 1921,.

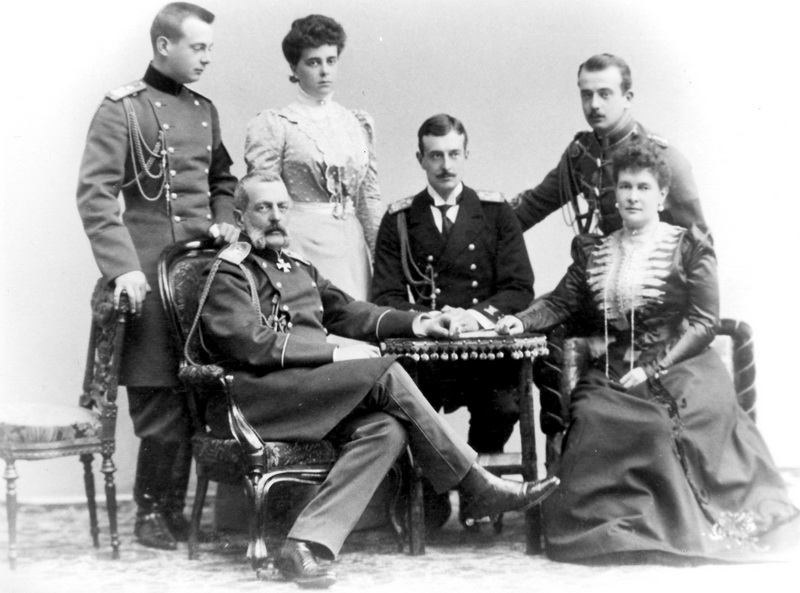
Hélène Vladimirovna entourée de ses parents et de ses frères (1904).

#### Un rôle social limité
Comme toutes les femmes de son milieu, Hélène Vladimirovna consacre son temps aux œuvres de bienfaisance. Pendant les guerres balkaniques de 1912-1913, qui opposent successivement la Grèce à l'Empire ottoman et à la Bulgarie, la grande-duchesse, sa belle-mère et ses belles-sœurs s'occupent ainsi activement des soldats blessés sur le front,,. Tout au long du conflit, Hélène dirige son propre hôpital de campagne, dans lequel sert entre autres la comtesse Paola d'Ostheim, maîtresse du roi Constantin Ier.
En dehors de l'aide apportée aux plus démunis, le rôle social d'Hélène est pour le moins limité. Tout au plus est-il attendu d'elle qu'elle représente la couronne lors des cérémonies qui se déroulent dans la capitale (comme les Jeux olympiques de 1906) et participe aux fêtes organisées dans les légations étrangères.

### De la Première Guerre mondiale à l'exil

#### La Première Guerre mondiale et ses conséquences

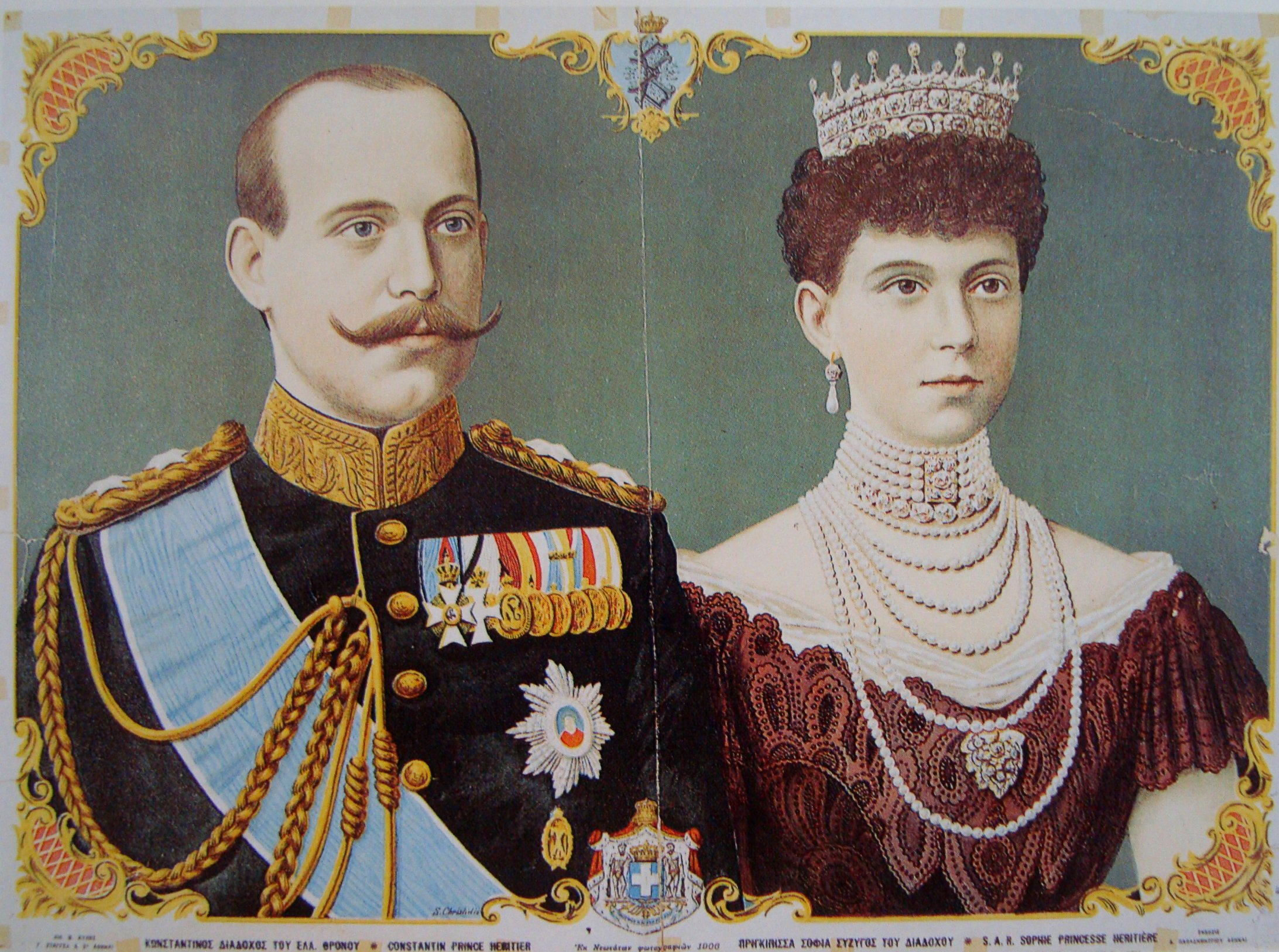
Le roi Constantin Ier et la reine Sophie, beau-frère et belle-sœur d'Hélène Vladimirovna.

Le déclenchement de la Première Guerre mondiale surprend Hélène et sa famille pendant leur séjour annuel chez la grande-duchesse Marie de Mecklembourg-Schwerin, à Saint-Pétersbourg. Inquiet de la tournure des événements, le petit groupe décide de rentrer rapidement à Athènes, ce qui donne lieu à un long périple en train à travers la Russie et les Balkans,,. De retour en Grèce, Hélène et Nicolas apprennent que le roi Constantin Ier juge son pays trop affaibli par les guerres balkaniques pour participer à un nouveau conflit. Le souverain opte donc pour une politique neutraliste, et cela contre l'avis de son Premier ministre, Elefthérios Venizélos,.
En dépit du soutien que le prince Nicolas apporte à la politique de son frère, Hélène ne cache pas ses sentiments en faveur de l'Entente. Ainsi, dans sa correspondance à Miss Fox, la grande-duchesse n'hésite pas à critiquer sa belle-sœur, la reine Sophie de Prusse, qu'elle décrit comme une partisane de l'Allemagne. Peu soucieuse de la censure militaire, la grande-duchesse fait également preuve d'une grande naïveté face aux événements qui secouent l'Europe. Sincèrement convaincue de la supériorité de l'Entente, et de l'Empire russe en particulier, elle voit dans chaque victoire alliée la preuve de la fin imminente des combats. Surtout, elle ne comprend pas le fossé qui se creuse progressivement entre la Grèce et l'Entente et assiste avec stupeur au bombardement d'Athènes par les Alliés à la suite des « Vêpres grecques » de décembre 1916.
L'année 1917 amène de nouveaux bouleversements dans la vie d'Hélène et de sa famille. En février, une révolution renverse le tsar Nicolas II de Russie et la plupart des Romanov sont bientôt placés en résidence surveillée tandis que leurs biens sont confisqués. La grande-duchesse, déjà privée de sa dot depuis plusieurs mois, perd alors l'essentiel de sa fortune, confisquée par le gouvernement provisoire,. Quelques mois plus tard, en juin, le roi Constantin Ier est détrôné par les Alliés puis envoyé en Suisse avec son épouse et leurs enfants. Son deuxième fils, Alexandre Ier, lui succède, mais ce sont les vénizélistes qui s'emparent réellement du pouvoir à Athènes. Dans ces conditions, Nicolas, Hélène et leurs filles choisissent de suivre Constantin Ier en exil et quittent la Grèce le 4 juillet 1917,.

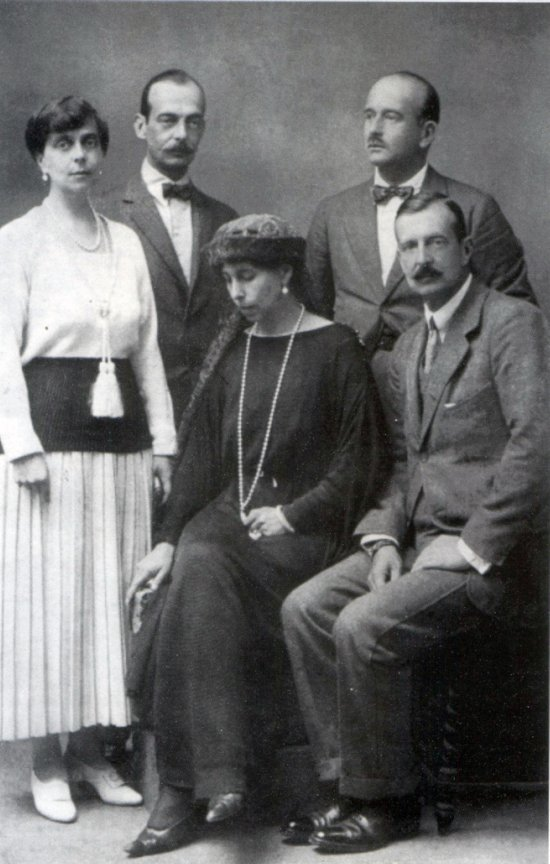
Les Vladimirovitch en exil en 1922. De gauche à droite apparaissent Hélène, son frère André, sa belle-sœur Victoria-Mélita et ses frères Boris et Cyrille.

#### Premier exil
Installés en Suisse alémanique, Hélène Vladimirovna et ses proches partagent leur existence entre Saint-Moritz (où ils passent l'hiver) et Zurich et Lucerne (où se déroule le reste de l'année). Ils y subissent les petites mesquineries des Alliés et connaissent, pour la première fois, les préoccupations financières,. À cela s'ajoutent quelques soucis de santé, les filles de la grande-duchesse contractant tour à tour la varicelle et la grippe espagnole durant l'année 1918.
Malgré tout, ce sont les événements qui se déroulent en Russie qui concentrent l'essentiel de l'attention d'Hélène. À son arrivée en Suisse, celle-ci s'inquiète surtout pour sa belle-sœur, Victoria-Mélita de Saxe-Cobourg-Gotha, qui s'apprête à accoucher et qui peine à obtenir un laissez-passer pour la Finlande, où elle trouve finalement refuge avec le grand-duc Cyrille Vladimirovitch et leurs filles,. Après la révolution d'Octobre et l'arrivée au pouvoir des Bolcheviks, la situation des Romanov s'aggrave et c'est le sort de toute leur parentèle russe qui préoccupe désormais Hélène et son époux. La mère de Nicolas, Olga Constantinovna de Russie, se retrouve ainsi prisonnière dans le palais de Pavlovsk,, tandis que celle d'Hélène, Marie de Mecklembourg-Schwerin, est bloquée avec ses fils André et Boris dans le Caucase,.
Finalement, en 1919, la famille a le soulagement de retrouver la reine Olga, sauvée grâce à l'intervention de l'ambassade du Danemark,,. Puis, en février 1920, c'est au tour de la grande-duchesse Marie et de ses fils de parvenir à rejoindre la Suisse,,. Cependant, tous les Romanov ne sont pas aussi chanceux. Avec la Révolution, dix-sept d'entre eux sont assassinés, parmi lesquels les deux beaux-frères d'Hélène, les grands-ducs Paul Alexandrovitch et Georges Mikhaïlovitch, ainsi que plusieurs de ses oncles et cousins, dont le tsar et la tsarine. En outre, les retrouvailles d'Hélène avec sa mère sont de courte durée. De fait, Marie de Mecklembourg-Schwerin meurt à Contrexéville quelques mois après s'être échappée de Russie, le 6 septembre 1920,.

#### La restauration de Constantin

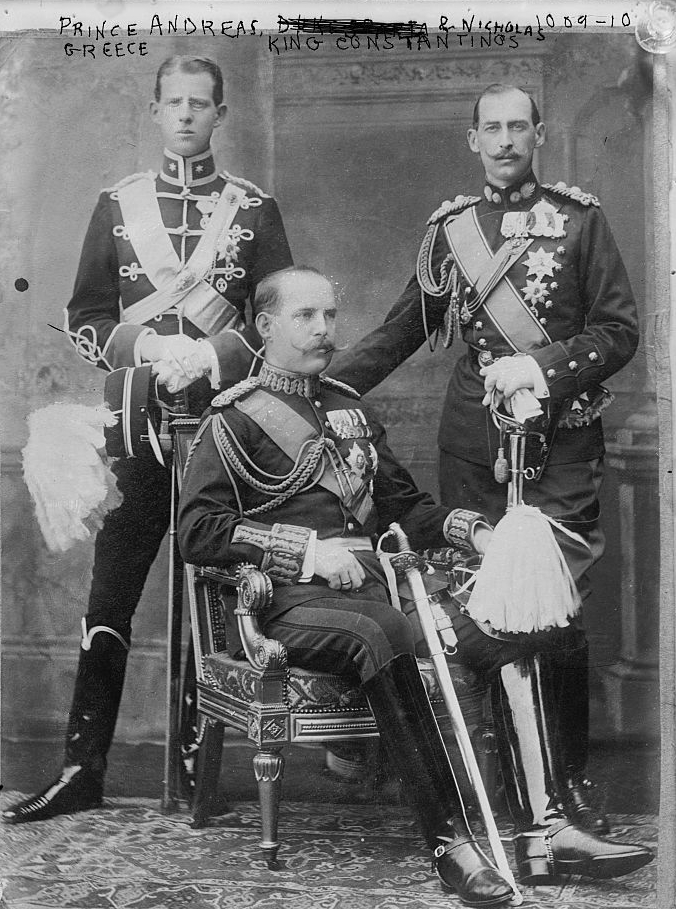
Les princes André et Nicolas autour du roi Constantin Ier (roi des Hellènes) (1910).

Le 2 octobre 1920, le roi Alexandre Ier de Grèce est mordu par un singe domestique lors d'une promenade à Tatoï. Sa plaie ayant été mal cautérisée, il développe une grave septicémie, qui l'emporte le 25 octobre suivant,. Dans le pays, la disparition du souverain provoque une crise politique aiguë, dans un contexte déjà compliqué par le déclenchement d'une nouvelle guerre contre la Turquie en mai 1919. Le Premier ministre Elefthérios Venizélos s'oppose vigoureusement au retour de Constantin Ier et essaie, sans succès, de trouver un autre prince grec pour le remplacer. Dans ces conditions, les élections législatives de novembre 1920 donnent lieu à un raz-de-marée monarchiste et les vénizélistes doivent renoncer au pouvoir. Un référendum rappelle ensuite le souverain déchu sur le trône et la famille royale rentre à Athènes le 19 décembre suivant,,.
La guerre s'éternisant en Anatolie, le prince Nicolas reprend sa place dans l'armée et intègre l'état-major de son aîné. Avec lui, il se rend notamment à Smyrne, ville sous mandat grec depuis 1919, tandis que son frère cadet André prend la tête d'un régiment lors de la bataille de la Sakarya,. Pendant ce temps, Hélène et ses filles Olga et Élisabeth sont invitées par le prince Christophe et son épouse à passer quelques mois à Cannes, dans le Midi de la France. Au printemps 1922, la mère et ses filles y rencontrent le prince héritier Frédéric de Danemark, qui ne tarde pas à demander Olga en mariage. Le jeune homme se rend ensuite à Athènes pour y rencontrer Nicolas et officialiser les fiançailles. Cependant, l'idylle fait long feu et le projet matrimonial est finalement abandonné,,. Peu de temps après, Hélène contracte la diphtérie et doit partir se soigner à Paris.
Pendant ce temps, le conflit avec la Turquie se poursuit. En août 1922, l'armée grecque est vaincue par les troupes de Mustafa Kemal à la bataille de Dumlupinar. Le mois suivant, les Turcs reprennent Smyrne, qui est alors incendiée et vidée de sa population chrétienne. En Grèce, la défaite est vécue comme une terrible catastrophe nationale, qui empêche la réalisation de la « Grande Idée », c'est-à-dire la réunion de toutes les populations grecques dans un même État, situé de part et d'autre de la mer Égée. Dans ce contexte difficile, une partie de l'armée se soulève le 11 septembre, ce qui conduit Constantin Ier à abdiquer en faveur de son fils aîné le 27 septembre suivant. Finalement, le souverain déchu repart en exil le 30 octobre, suivi de Nicolas et de sa famille,,, opposés à la renonciation.

### De longues années d'exil

#### Une grande-duchesse impliquée auprès des réfugiés
Alors qu'en Grèce le gouvernement révolutionnaire organise un procès contre le prince André, accusé d'être responsable du désastre de la Sakarya, le reste de la dynastie trouve refuge à Palerme, en Sicile,. La famille royale prend alors contact avec différents gouvernements européens pour qu'ils exigent des révolutionnaires la libération du prince. Dans le même temps, Christophe de Grèce est missionné à Athènes par la Croix-Rouge, ce qui lui permet de rendre visite à son frère. Il profite également de ce voyage pour aller récupérer au palais Nicolas les bijoux et le chat persan d'Hélène. Grâce aux pressions étrangères, André et sa famille sont finalement exfiltrés de Grèce par un navire britannique le 3 décembre 1922,,.

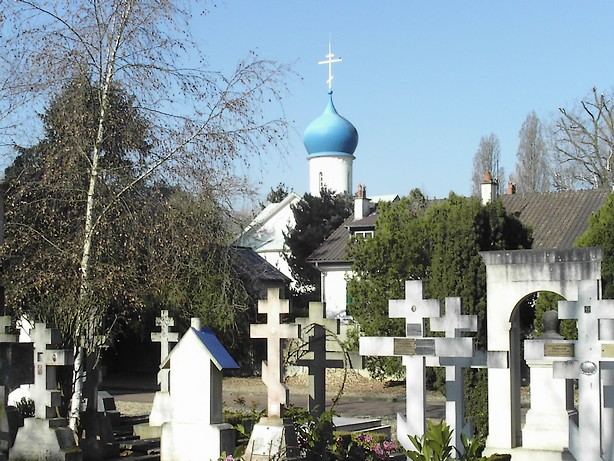
Le cimetière russe de Sainte-Geneviève-des-Bois, devant l'église de la Dormition.

Après la mort de Constantin Ier en janvier 1923, Hélène, Nicolas et leurs filles séjournent à San Remo,,, puis à Florence et à Londres, avant de s'installer pour plusieurs années à Paris. En France, ils reçoivent la protection du prince Georges de Grèce et de sa richissime épouse, Marie Bonaparte. Avec la proclamation de la Deuxième République hellénique en mars-avril 1924, Nicolas décide de mettre en location sa résidence athénienne, transformée en annexe de l'Hôtel Grande-Bretagne, ce qui lui assure un revenu assez confortable,. Le prince installe par ailleurs une petite étude dans son logement parisien et y donne des cours de dessin et de peinture à quelques riches élèves. Il vend aussi ses tableaux et publie des mémoires afin de procurer à sa famille des revenus complémentaires,,.
Pendant ce temps, Hélène Vladimirovna consacre son temps aux nombreux Russes blancs réfugiés en France après la révolution bolchevique. La grande-duchesse soutient ainsi financièrement La Maison Russe, fondée en 1927 à Sainte-Geneviève-des-Bois par Dorothy Paget et Vera Mestchersky pour accueillir des réfugiés âgés. Hélène aide également à créer le cimetière orthodoxe de la ville, où sont ensuite enterrés son frère André et son épouse Mathilde Kschessinska. Surtout, la grande-duchesse fonde son propre orphelinat sur un terrain acheté au Pecq, près de Saint-Germain-en-Laye, en 1924,,. Elle y accueille une soixantaine d'enfants russes, âgés de 2 à 12 ans et issus de toutes les classes sociales. À la demande de la grande-duchesse, ceux-ci reçoivent la même éducation, et aucune distinction n'est faite entre petits nobles et roturiers, car tous sont désormais unis dans leur condition d'émigrés. Ajoutons qu'Hélène s'applique aussi à rendre visite aux autres établissements russes, comme l'école Alexandrino, fondée par son frère Boris à Nice.
Pour financer ses actions, Hélène Vladimirovna met en vente une partie des bijoux qu'elle a hérités de sa mère, Marie de Mecklembourg-Schwerin, en 1921,. Deux fois par an, elle organise en outre une grande fête, un bal ou une vente de charité destinés à lever des fonds. L'organisation de ces événements lui prend, chaque fois, plusieurs mois, et est l'occasion d'appeler à l'aide ses filles et ses nombreuses amies.

#### Une mère ambitieuse
Dans la capitale française, Hélène et Nicolas s'installent d'abord dans un grand appartement situé près du Trocadéro, avant de déménager sur le boulevard Jules-Sandeau, près de la porte de la Muette et du bois de Boulogne. Quand elle n'y travaille pas pour les réfugiés russes, Hélène s'y consacre à ses filles et au reste de sa parentèle. Désireuse de compléter l'éducation de la princesse Marina, largement négligée durant les années d'errance de la famille royale, la grande-duchesse l'inscrit, en 1923, dans l'institution pour jeunes filles dirigée par la princesse Vera Mestchersky, à Auteuil. Elle y reste jusqu'en 1925.

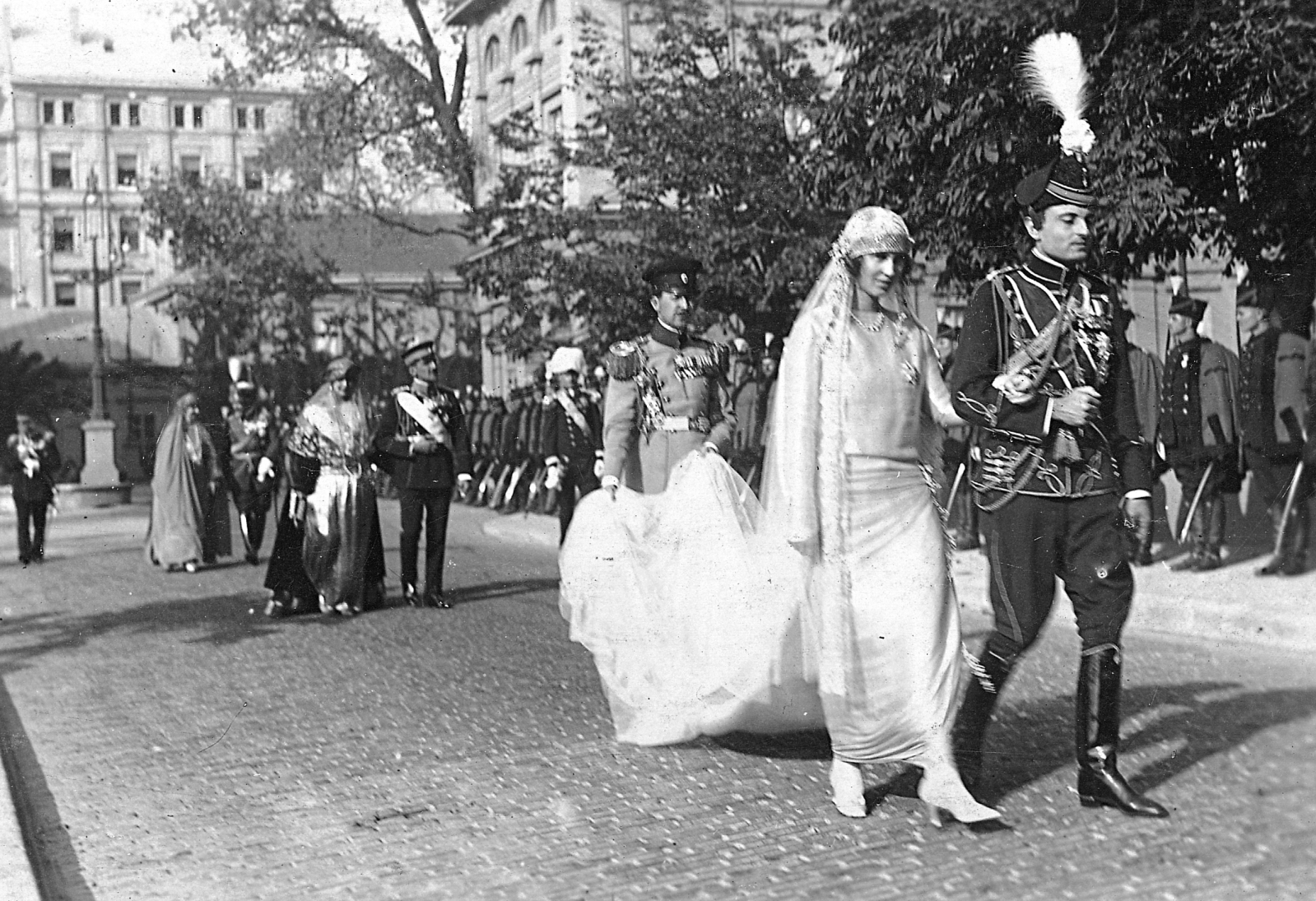
Les noces d'Olga et du prince Paul de Yougoslavie, en 1923.

Sa benjamine étant désormais placée entre de bonnes mains, Hélène peut se concentrer sur les projets matrimoniaux qu'elle nourrit pour ses aînées. Ayant échoué à unir Olga à l'héritier du trône de Danemark en 1922,, la grande-duchesse espère la marier au futur Édouard VIII du Royaume-Uni. Elle envoie donc sa fille à Londres pour la saison, mais la rencontre entre Olga et le prince de Galles est sans lendemain,,. La jeune femme fait toutefois connaissance avec le prince Paul de Yougoslavie, qui ne tarde pas à lui demander sa main,. Pour Hélène, qui reste convaincue de la supériorité de son rang, la perspective d'un mariage entre sa fille et un Karageorgévitch n'est guère réjouissante. Malgré tout, les noces des deux amoureux sont finalement célébrées en octobre 1923, à Belgrade,,.
Toujours désireuse de voir l'une de ses filles ceindre une couronne, Hélène échafaude, par la suite, différents projets matrimoniaux en direction d'Élisabeth. Elle se rend ainsi en Italie pour tenter d'unir sa deuxième fille au prince de Piémont, futur Humbert II,,. Cependant, le projet échoue et la grande-duchesse se tourne alors vers le prince Nicolas de Roumanie, deuxième fils du roi Ferdinand Ier, sans davantage de succès. Finalement, après de longues années de célibat, la princesse Élisabeth s'unit, en janvier 1934, au comte Charles-Théodore de Toerring-Jettenbach, neveu de la reine des Belges. L'union n'est guère brillante, mais elle permet d'assurer un avenir serein à la princesse, dont l'époux est à la tête d'une fortune conséquente,.
Quelques mois après Élisabeth, c'est au tour de Marina de se trouver un époux. En 1927, Hélène et Nicolas avaient eu l'espoir de la voir épouser le prince de Galles, qui lui avait publiquement témoigné de l'intérêt. Cependant, celui-ci était bientôt retourné à sa maîtresse et l'union n'avait pas eu lieu. En 1934, c'est finalement le duc de Kent, un autre fils de George V, qui demande la main de la jeune fille. Cette fois, la grande-duchesse est ravie, mais le mariage de sa benjamine est l'occasion pour elle de confirmer sa réputation de femme arrogante. Malgré la destitution des Romanov et l'exil imposé à sa famille, elle exige en effet d'être qualifiée d'altesse impériale et royale sur les faire-part de mariage de sa fille, ce qui lui vaut l'inimitié du souverain britannique,.

### Retour en Grèce

#### Entre restauration de la monarchie et veuvage

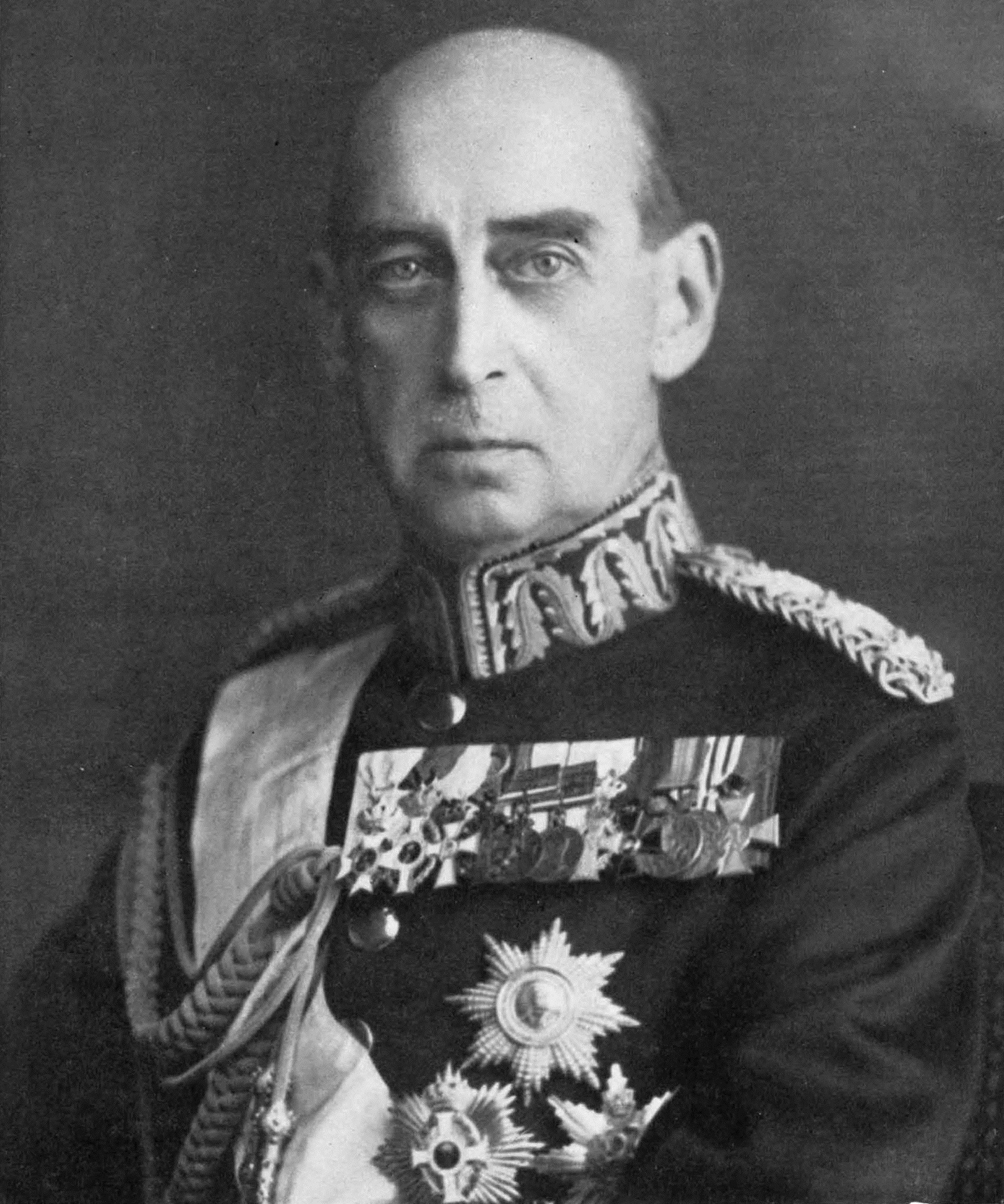
Le prince Nicolas, vers 1935.

Entre 1924 (année où la Deuxième République hellénique est proclamée) et 1935 (date à laquelle cette dernière est abolie), la Grèce connaît une forte instabilité politique et financière. En un peu plus de dix ans, vingt-trois gouvernements, une dictature et treize coups d'État se succèdent. En moyenne, chaque cabinet reste en place durant six mois tandis qu'une tentative de putsch est organisée toutes les quarante-deux semaines. Incapables de rétablir l'ordre et discrédités par leur implication dans les différents coups de force, les républicains perdent progressivement du terrain face aux royalistes. Et si la plupart des nostalgiques de la monarchie s'accordent sur le principe d'une restauration du roi Georges II, d'autres appellent de leurs vœux l'investiture du duc de Kent, gendre d'Hélène et de Nicolas,,.
Dans ce contexte de forte instabilité, le général Georgios Kondylis renverse la république le 10 octobre 1935 et organise, peu après, un plébiscite en faveur du retour de Georges II. Accueillis par une foule en liesse, le souverain et son héritier rentrent donc en Grèce le 25 novembre,,. Ils sont suivis, en novembre 1936, par Hélène et Nicolas, qui reprennent leurs quartiers à Athènes,. Or, le retour du couple soulève le mécontentement de l'opposition vénizéliste, qui continue à reprocher à Nicolas, et à son frère André, leur rôle pendant la Première Guerre mondiale et la Guerre gréco-turque.
Parallèlement, la santé du prince décline. En janvier 1938, il assiste avec Hélène au mariage du diadoque Paul et de la princesse Frederika de Hanovre mais il apparaît alors terriblement affaibli. Atteint d'athérosclérose, Nicolas meurt finalement dans une suite de l'Hôtel Grande-Bretagne, le 8 février 1938. Entouré d'Hélène et d'Olga, il meurt en disant : « Je suis heureux de mourir dans mon cher pays »,,. Quatre jours plus tard, des funérailles nationales sont organisées dans la capitale grecque. Puis, la dépouille du prince est transférée dans les jardins de Tatoï, où Hélène fait planter des cyclamens et des safrans à son attention,.
Après la mort de son mari, la grande-duchesse passe six mois en compagnie de sa fille aînée, d'abord à Athènes (en février et mars), puis à Belgrade (en avril et mai) et enfin à Paris (en juin et juillet). Dans la capitale française, la mère et la fille mettent de l'ordre dans les affaires du prince Nicolas et libèrent l'appartement du boulevard Jules-Sandeau. Dans les mois qui suivent, la santé du grand-duc Cyrille Vladimirovitch de Russie se dégrade à son tour et Hélène profite d'un nouveau séjour à Paris pour le veiller. Il meurt finalement le 12 octobre 1938 à l'hôpital américain de Neuilly. La grande-duchesse n'ayant jamais accepté les mariages morganatiques de Boris et d'André, Cyril était le seul de ses frères avec lequel elle entretenait encore des relations suivies.

#### La Seconde Guerre mondiale

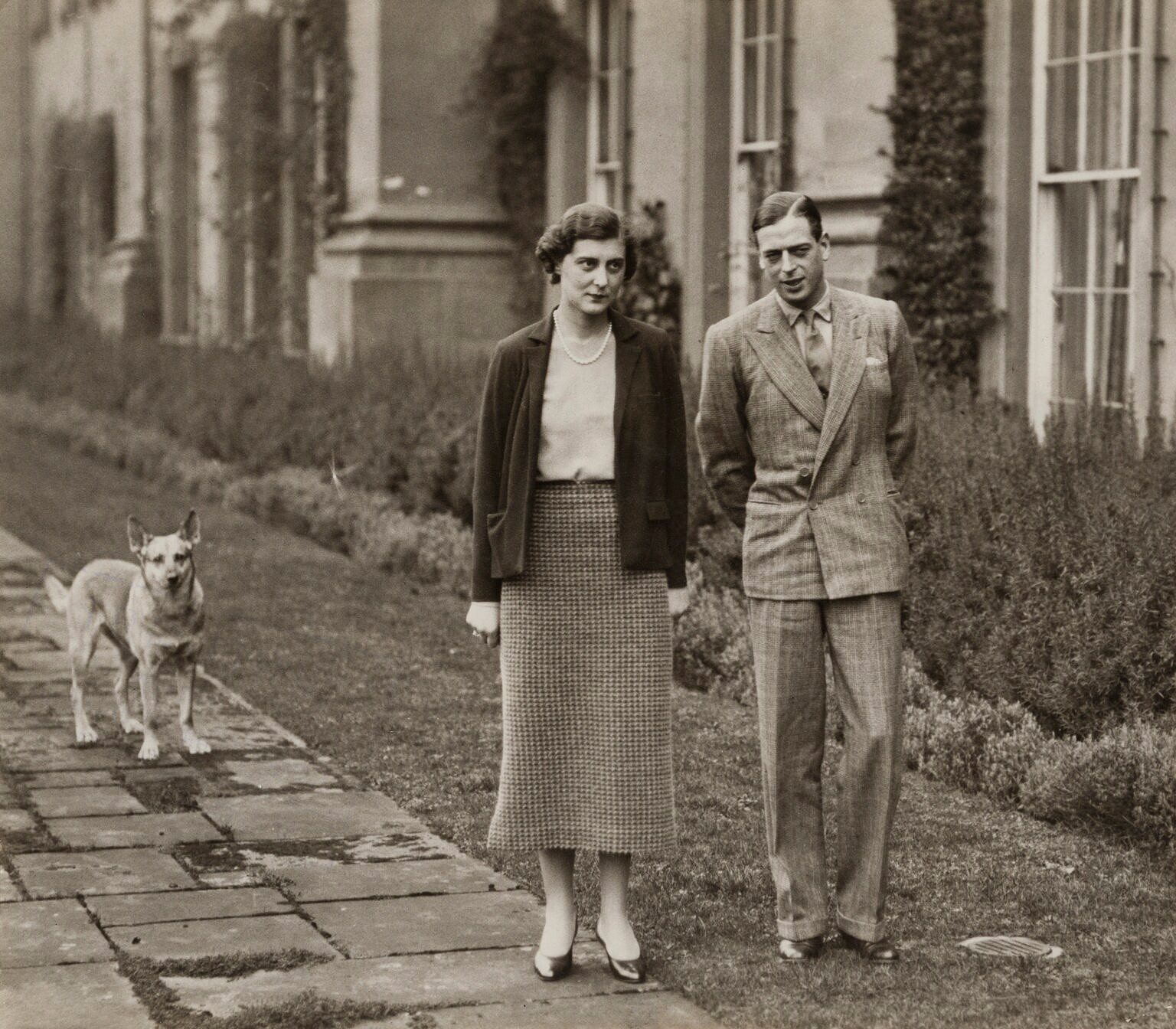
La princesse Marina et son époux, le duc de Kent, en 1934.

À la fin des années 1930, la montée des tensions en Europe inquiète particulièrement Hélène, ce qui influence ses relations avec ses filles et ses gendres. Farouchement opposée aux velléités expansionnistes de Benito Mussolini en Grèce et dans les Balkans, la grande-duchesse supporte très difficilement le soutien que le comte de Toerring-Jettenbach affiche vis-à-vis de la politique de l'Axe durant l'été 1940. Dans ces conditions, Hélène se montre de plus en plus froide avec son gendre et un fossé se creuse entre elle et la princesse Élisabeth. Plus tard, lorsque le régent Paul de Yougoslavie signe le pacte tripartite, en mars 1941, la grande-duchesse critique durement son gendre, qu'elle accuse de trahison envers le royaume hellène, alors que le roi Georges II de Grèce fait preuve de plus d'indulgence à son égard. Pourtant, le prince Paul s'est toujours montré généreux vis-à-vis de sa belle-mère, qu'il a même aidée financièrement au moment des mariages d'Élisabeth et de Marina.
Après l'invasion de la Grèce par les forces germano-italiennes, en avril-mai 1941, Hélène fait le choix de ne pas accompagner le reste de la famille royale en exil et de rester vivre à Athènes avec sa belle-sœur, Alice de Battenberg. De fait, le roi George VI du Royaume-Uni s'oppose à la venue de la grande-duchesse en Angleterre et celle-ci refuse, de toute façon, d'être éloignée de le dépouille de son époux. Alors que son pays est occupé et que la population grecque souffre durement, Hélène maintient un train de vie confortable. Installée dans sa villa du quartier de Psychiko, elle conserve quatre domestiques à son service et continue à se déplacer en voiture, grâce aux coupons d'essence que lui fait parvenir la Croix-Rouge suédoise. Ses biens (et, en particulier, ses bijoux) ne sont pas inquiétés et les Allemands l'autorisent même à conserver un poste de radio, qu'elle peut écouter à sa guise. Elle maintient une vie sociale très active, ce qui lui permet de se tenir parfaitement informée des événements. Enfin, elle continue à assister à la messe sur un trône et ne se départ à aucun moment de son attitude hautaine.
Mais, malgré sa superbe, Hélène fournit aussi un travail social important durant la guerre. Avec la princesse Alice, elle passe ainsi ses journées à organiser des soupes populaires, qu'elle met en place grâce aux dons de la Croix-Rouge et de grands propriétaires terriens grecs,. Ces activités charitables sont l'occasion, pour la grande-duchesse, de se rapprocher de sa belle-sœur, qu'elle a toujours regardée avec une certaine condescendance et sur laquelle elle n'a pas hésité à faire courir des rumeurs, par le passé. Après la mort du duc de Kent en août 1942, Alice vient ainsi s'installer quelque temps chez Hélène pour la consoler et les deux femmes se retrouvent ensuite régulièrement pour déjeuner et s'informer mutuellement du cours de la guerre. Une sorte d'amitié se développe ainsi entre les deux femmes, qui reste toutefois plus forte du côté d'Alice que de celui d'Hélène.

#### De la Libération à la restauration

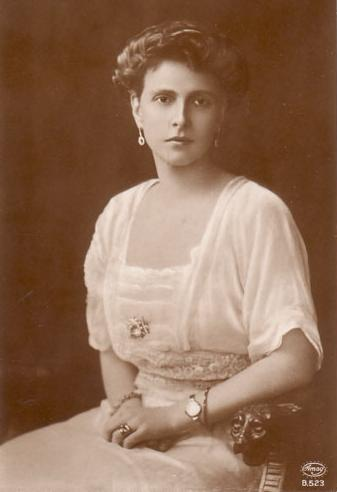
La princesse Alice de Battenberg en 1906.

Après la Libération d'Athènes, Hélène est suspectée par les Britanniques d'avoir nourri des sympathies pour le Troisième Reich durant la guerre. Il est vrai que, lors de sa rencontre avec Harold Macmillan, en octobre 1944, la grande-duchesse se montre plus préoccupée par la montée en puissance des communistes grecs que par les exactions commises par les nazis pendant l'occupation de son pays. En outre, Hélène a été traitée avec bienveillance par les Allemands, et le confort dans lequel elle vit apparaît comme suspect au moment où la Grèce connaît la pénurie et la faim. Cela n'empêche pas les émissaires du Royaume-Uni de lui octroyer leur protection et de lui faire parvenir de la nourriture. Ces derniers ne sont d'ailleurs pas les seuls à lui accorder leur confiance, comme le prouvent les liens unissant la grande-duchesse à nombre de diplomates étrangers et d'hommes politiques grecs,.
En décembre 1944, des affrontements sanglants éclatent dans la capitale grecque, opposant les miliciens communistes de l'ELAS aux forces britanniques du général Scobie et aux partisans de la restauration du roi Georges II. La villa d'Hélène se trouvant en pleine zone de combats, la grande-duchesse doit emménager auprès d'Alice de Battenberg, qui a élu domicile dans l'appartement de leur beau-frère Georges, situé rue de l'Académie. Malgré les difficultés, les deux femmes conservent leur bonne humeur et passent leurs journées à jouer aux cartes et à recevoir de la visite. Une fois le calme revenu à Athènes, Hélène prend la décision de retourner vivre à Psychiko, ce qu'elle fait le 21 janvier 1945.
Après plusieurs mois d'instabilité politique, des élections législatives sont organisées en Grèce le 3 mars 1946. Les royalistes obtiennent alors une nette majorité au parlement, ce qui permet la tenue d'un référendum en faveur de la monarchie le 1er septembre suivant. À la grande satisfaction d'Hélène, Georges II est finalement rappelé sur le trône et la famille royale rentre d'exil le 27 septembre 1946. Dans le même temps, cependant, une guerre civile opposant communistes et monarchistes éclate dans le nord du pays. Elle se poursuit jusqu'en octobre 1949,.
Ses journaux pendant la Seconde Guerre mondiale (1941-1946), rédigés en anglais, ont été traduits en grec et publiés par Ioanna Varvalouka en 2024.

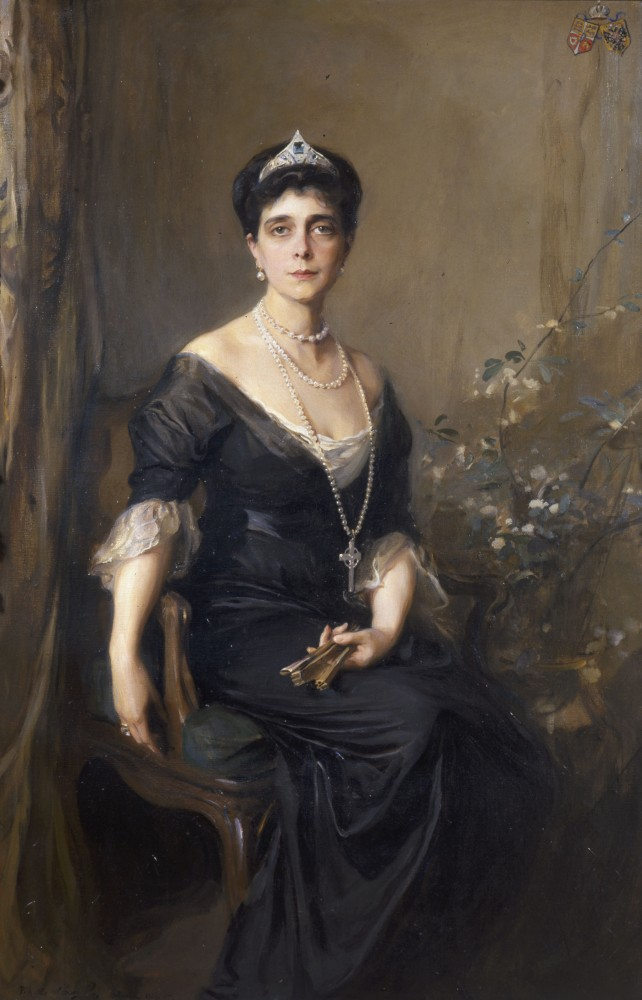
Portrait d'Hélène par Philip de László (1914).

### Dernières années

#### Retrouvailles familiales
Avec la Seconde Guerre mondiale, Hélène a été presque totalement coupée de sa famille et ce n'est qu'en 1947 qu'elle retrouve, pour la première fois, l'une de ses filles. À cette époque, le prince Paul de Yougoslavie est encore regardé avec méfiance par le gouvernement britannique et il est assigné à résidence en Afrique du Sud avec sa femme et leurs trois enfants. Grâce à l'intervention du leader afrikaner Jan Smuts, la princesse Olga est cependant autorisée à passer quatre mois en compagnie de sa mère, à Athènes. Malgré le passage des années, la grande-duchesse considère toujours que son gendre a eu une conduite déshonorable, en 1941. Elle se montre par contre très fière de sa fille, qui a fait preuve d'un grand courage en exil.
De nouvelles retrouvailles familiales ont lieu en 1949 et, cette fois, Hélène a également le plaisir de retrouver les princesses Élisabeth et Marina, qu'elle n'avait pas revues depuis huit ans. Dans les années qui suivent, la grande-duchesse reçoit des visites plus régulières de ses filles, comme le prouvent les nombreux séjours de la duchesse de Kent à Athènes. Ce retour à la normale est toutefois de courte durée. En effet, en 1954, Hélène a la douleur de perdre l'un de ses petits-fils, le prince Nicolas de Yougoslavie, qui trouve la mort dans un accident de voiture en Angleterre,. Puis, en 1955, c'est au tour de la comtesse de Toerring-Jettenbach de s'éteindre à Munich, victime d'un cancer,.
En Grèce, la grande-duchesse entretient d'excellentes relations avec le roi Paul Ier et la reine Frederika. Le diadoque Constantin considère d'ailleurs Hélène comme sa grand-tante préférée. Les liens de cette dernière avec la princesse Alice de Battenberg restent, eux aussi, très étroits, même si la grande-duchesse s'oppose vigoureusement au projet de sa belle-sœur de créer un ordre de nonnes orthodoxes. Enfin, Hélène maintient le contact avec sa parentèle russe, comme l'illustrent sa correspondance avec la princesse Natasha Bagration ou sa rencontre avec le prince David Chavchavadze en 1955. Toujours aussi opposée aux unions morganatiques, elle se brouille, toutefois, avec son neveu, le grand-duc Vladimir Kirillovitch de Russie, dont elle essaie d'empêcher le mariage, en 1948.

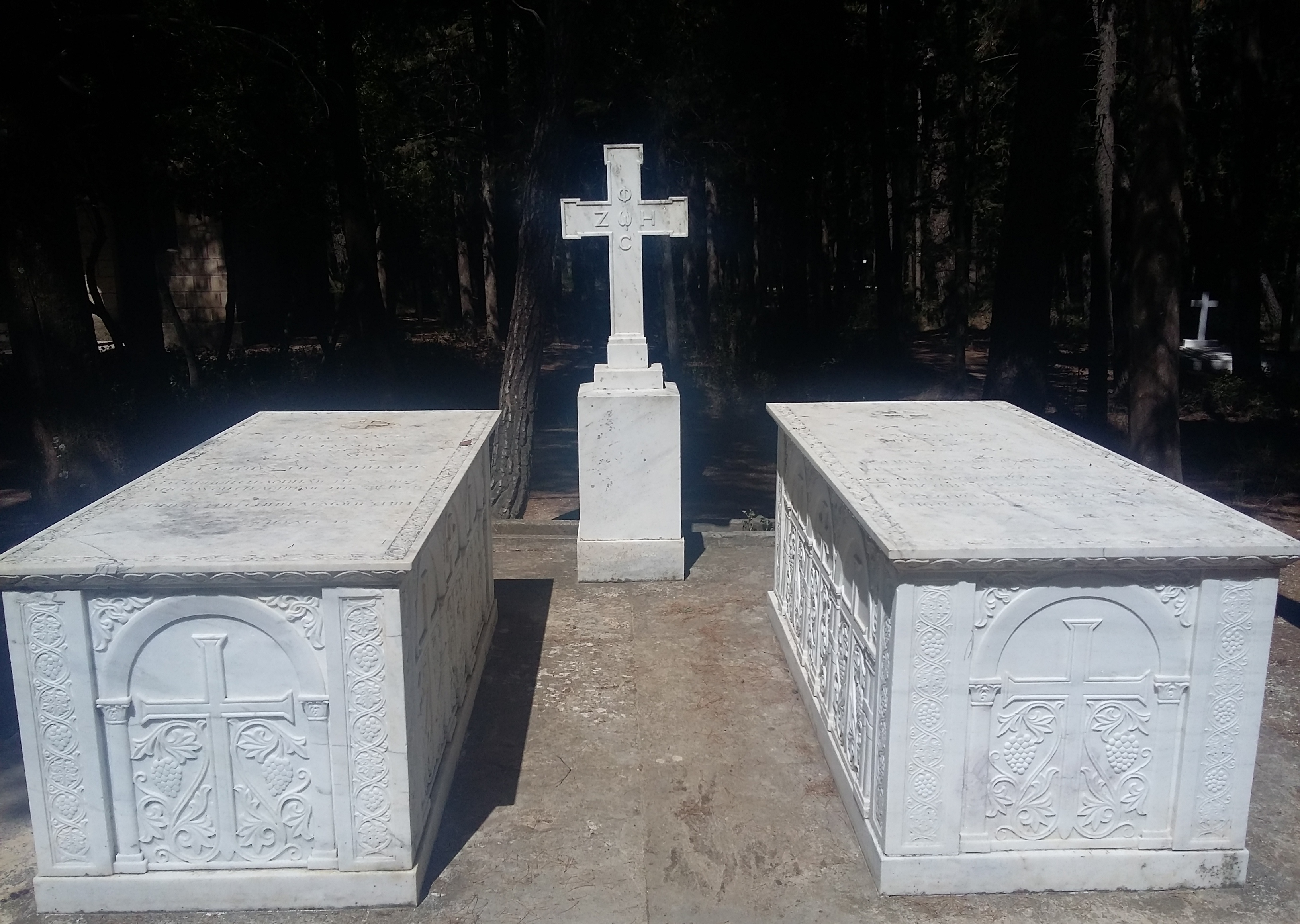
Les tombes de Nicolas et d'Hélène, à Tatoï.

#### Décès et inhumation
Pendant ses dernières années, la grande-duchesse jouit d'une assez bonne santé. Confortablement installée dans sa villa de Psychiko, elle y vit entourée d'un grand nombre de chats,,.
Veillée par ses filles Olga et Marina, Hélène meurt à l'âge de 75 ans, le 13 mars 1957,. Après des funérailles nationales, sa dépouille mortelle est enterrée au côté de celle du prince Nicolas, à Tatoï,.

## Arbres généalogiques

### Hélène et Nicolas dans les royautés orthodoxes
|  |  |                                                                                          |                                                                                          |                                                                                          |                                                                                          |                                                                                          |                                                                                          |  |  |                                                                          |                                                                          |                                                                          |                                                                          |                                                                          |                                                                          |  |  |                                                       |                                                       |                                                       |                                                       |                                                       |                                                       |                       |                       |                                                                       |                                                                       |                                                                       |                                                                       | Nicolas Ier, Tsar de Russie Charlotte, Pcesse de Prusse               |                                                                       |                            |                            |  |  |                                                                                      |                                                                                      |                                                                                      |                                                                                      |                                                                                      |                                                                                      |  |  |                                                       |                                                       |                                                       |                                                       |                                                       |                                                       |  |  |                                                                                          |                                                                                          |                                                                                          |                                                                                          |                                                                                          |                                                                                          |  |  |                                                            |                                                            |                                                            |                                                            |                                                            |                                                            |  |  |  |  |  |  |  |  |  |  |  |  |  |  |  |  |  |  |  |  |  |  |  |  |  |  |  |  |  |  |  |  |  |  |  |  |  |  |  |  |
|  |  |                                                                                          |                                                                                          |                                                                                          |                                                                                          |                                                                                          |                                                                                          |  |  |                                                                          |                                                                          |                                                                          |                                                                          |                                                                          |                                                                          |  |  |                                                       |                                                       |                                                       |                                                       |                                                       |                                                       |                       |                       |                                                                       |                                                                       |                                                                       |                                                                       |                                                                       |                                                                       |                            |                            |  |  |                                                                                      |                                                                                      |                                                                                      |                                                                                      |                                                                                      |                                                                                      |  |  |                                                       |                                                       |                                                       |                                                       |                                                       |                                                       |  |  |                                                                                          |                                                                                          |                                                                                          |                                                                                          |                                                                                          |                                                                                          |  |  |                                                            |                                                            |                                                            |                                                            |                                                            |                                                            |  |  |  |  |  |  |  |  |  |  |  |  |  |  |  |  |  |  |  |  |  |  |  |  |  |  |  |  |  |  |  |  |  |  |  |  |  |  |  |  |
|  |  |                                                                                          |                                                                                          |                                                                                          |                                                                                          |                                                                                          |                                                                                          |  |  |                                                                          |                                                                          |                                                                          |                                                                          |                                                                          |                                                                          |  |  |                                                       |                                                       |                                                       |                                                       |                                                       |                                                       |                       |                       |                                                                       |                                                                       |                                                                       |                                                                       |                                                                       |                                                                       |                            |                            |  |  |                                                                                      |                                                                                      |                                                                                      |                                                                                      |                                                                                      |                                                                                      |  |  |                                                       |                                                       |                                                       |                                                       |                                                       |                                                       |  |  |                                                                                          |                                                                                          |                                                                                          |                                                                                          |                                                                                          |                                                                                          |  |  |                                                            |                                                            |                                                            |                                                            |                                                            |                                                            |  |  |  |  |  |  |  |  |  |  |  |  |  |  |  |  |  |  |  |  |  |  |  |  |  |  |  |  |  |  |  |  |  |  |  |  |  |  |  |  |
|  |  |                                                                                          |                                                                                          |                                                                                          |                                                                                          |                                                                                          |                                                                                          |  |  |                                                                          |                                                                          |                                                                          |                                                                          |                                                                          |                                                                          |  |  |                                                       |                                                       |                                                       |                                                       |                                                       |                                                       |                       |                       |                                                                       |                                                                       |                                                                       |                                                                       |                                                                       |                                                                       |                            |                            |  |  |                                                                                      |                                                                                      |                                                                                      |                                                                                      |                                                                                      |                                                                                      |  |  |                                                       |                                                       |                                                       |                                                       |                                                       |                                                       |  |  |                                                                                          |                                                                                          |                                                                                          |                                                                                          |                                                                                          |                                                                                          |  |  |                                                            |                                                            |                                                            |                                                            |                                                            |                                                            |  |  |  |  |  |  |  |  |  |  |  |  |  |  |  |  |  |  |  |  |  |  |  |  |  |  |  |  |  |  |  |  |  |  |  |  |  |  |  |  |
|  |  |                                                                                          |                                                                                          |                                                                                          |                                                                                          |                                                                                          |                                                                                          |  |  |                                                                          |                                                                          |                                                                          |                                                                          |                                                                          |                                                                          |  |  |                                                       |                                                       |                                                       |                                                       |                                                       |                                                       |                       |                       |                                                                       |                                                                       |                                                                       |                                                                       |                                                                       |                                                                       |                            |                            |  |  |                                                                                      |                                                                                      |                                                                                      |                                                                                      |                                                                                      |                                                                                      |  |  |                                                       |                                                       |                                                       |                                                       |                                                       |                                                       |  |  |                                                                                          |                                                                                          |                                                                                          |                                                                                          |                                                                                          |                                                                                          |  |  |                                                            |                                                            |                                                            |                                                            |                                                            |                                                            |  |  |  |  |  |  |  |  |  |  |  |  |  |  |  |  |  |  |  |  |  |  |  |  |  |  |  |  |  |  |  |  |  |  |  |  |  |  |  |  |
|  |  |                                                                                          |                                                                                          |                                                                                          |                                                                                          |                                                                                          |                                                                                          |  |  | Constantin, Vice-roi de Pologne Alexandra, Pcesse de Saxe-Altenbourg     | Constantin, Vice-roi de Pologne Alexandra, Pcesse de Saxe-Altenbourg     | Constantin, Vice-roi de Pologne Alexandra, Pcesse de Saxe-Altenbourg     | Constantin, Vice-roi de Pologne Alexandra, Pcesse de Saxe-Altenbourg     | Constantin, Vice-roi de Pologne Alexandra, Pcesse de Saxe-Altenbourg     | Constantin, Vice-roi de Pologne Alexandra, Pcesse de Saxe-Altenbourg     |  |  |                                                       |                                                       |                                                       |                                                       |                                                       |                                                       |                       |                       | Henri IV (de), Cte Reuss-Köstritz Louise-Caroline, Pcesse Reuss-Greiz | Henri IV (de), Cte Reuss-Köstritz Louise-Caroline, Pcesse Reuss-Greiz | Henri IV (de), Cte Reuss-Köstritz Louise-Caroline, Pcesse Reuss-Greiz | Henri IV (de), Cte Reuss-Köstritz Louise-Caroline, Pcesse Reuss-Greiz | Henri IV (de), Cte Reuss-Köstritz Louise-Caroline, Pcesse Reuss-Greiz | Henri IV (de), Cte Reuss-Köstritz Louise-Caroline, Pcesse Reuss-Greiz |                            |                            |  |  | Augusta, Pcesse Reuss-Köstritz Frédéric-François II, Gd-duc de Mecklembourg-Schwerin | Augusta, Pcesse Reuss-Köstritz Frédéric-François II, Gd-duc de Mecklembourg-Schwerin | Augusta, Pcesse Reuss-Köstritz Frédéric-François II, Gd-duc de Mecklembourg-Schwerin | Augusta, Pcesse Reuss-Köstritz Frédéric-François II, Gd-duc de Mecklembourg-Schwerin | Augusta, Pcesse Reuss-Köstritz Frédéric-François II, Gd-duc de Mecklembourg-Schwerin | Augusta, Pcesse Reuss-Köstritz Frédéric-François II, Gd-duc de Mecklembourg-Schwerin |  |  |                                                       |                                                       |                                                       |                                                       |                                                       |                                                       |  |  | Alexandre II, Tsar de Russie Marie, Pcesse de Hesse-Darmstadt                            | Alexandre II, Tsar de Russie Marie, Pcesse de Hesse-Darmstadt                            | Alexandre II, Tsar de Russie Marie, Pcesse de Hesse-Darmstadt                            | Alexandre II, Tsar de Russie Marie, Pcesse de Hesse-Darmstadt                            | Alexandre II, Tsar de Russie Marie, Pcesse de Hesse-Darmstadt                            | Alexandre II, Tsar de Russie Marie, Pcesse de Hesse-Darmstadt                            |  |  |                                                            |                                                            |                                                            |                                                            |                                                            |                                                            |  |  |  |  |  |  |  |  |  |  |  |  |  |  |  |  |  |  |  |  |  |  |  |  |  |  |  |  |  |  |  |  |  |  |  |  |  |  |  |  |
|  |  |                                                                                          |                                                                                          |                                                                                          |                                                                                          |                                                                                          |                                                                                          |  |  | Constantin, Vice-roi de Pologne Alexandra, Pcesse de Saxe-Altenbourg     | Constantin, Vice-roi de Pologne Alexandra, Pcesse de Saxe-Altenbourg     | Constantin, Vice-roi de Pologne Alexandra, Pcesse de Saxe-Altenbourg     | Constantin, Vice-roi de Pologne Alexandra, Pcesse de Saxe-Altenbourg     | Constantin, Vice-roi de Pologne Alexandra, Pcesse de Saxe-Altenbourg     | Constantin, Vice-roi de Pologne Alexandra, Pcesse de Saxe-Altenbourg     |  |  |                                                       |                                                       |                                                       |                                                       |                                                       |                                                       |                       |                       | Henri IV (de), Cte Reuss-Köstritz Louise-Caroline, Pcesse Reuss-Greiz | Henri IV (de), Cte Reuss-Köstritz Louise-Caroline, Pcesse Reuss-Greiz | Henri IV (de), Cte Reuss-Köstritz Louise-Caroline, Pcesse Reuss-Greiz | Henri IV (de), Cte Reuss-Köstritz Louise-Caroline, Pcesse Reuss-Greiz | Henri IV (de), Cte Reuss-Köstritz Louise-Caroline, Pcesse Reuss-Greiz | Henri IV (de), Cte Reuss-Köstritz Louise-Caroline, Pcesse Reuss-Greiz |                            |                            |  |  | Augusta, Pcesse Reuss-Köstritz Frédéric-François II, Gd-duc de Mecklembourg-Schwerin | Augusta, Pcesse Reuss-Köstritz Frédéric-François II, Gd-duc de Mecklembourg-Schwerin | Augusta, Pcesse Reuss-Köstritz Frédéric-François II, Gd-duc de Mecklembourg-Schwerin | Augusta, Pcesse Reuss-Köstritz Frédéric-François II, Gd-duc de Mecklembourg-Schwerin | Augusta, Pcesse Reuss-Köstritz Frédéric-François II, Gd-duc de Mecklembourg-Schwerin | Augusta, Pcesse Reuss-Köstritz Frédéric-François II, Gd-duc de Mecklembourg-Schwerin |  |  |                                                       |                                                       |                                                       |                                                       |                                                       |                                                       |  |  | Alexandre II, Tsar de Russie Marie, Pcesse de Hesse-Darmstadt                            | Alexandre II, Tsar de Russie Marie, Pcesse de Hesse-Darmstadt                            | Alexandre II, Tsar de Russie Marie, Pcesse de Hesse-Darmstadt                            | Alexandre II, Tsar de Russie Marie, Pcesse de Hesse-Darmstadt                            | Alexandre II, Tsar de Russie Marie, Pcesse de Hesse-Darmstadt                            | Alexandre II, Tsar de Russie Marie, Pcesse de Hesse-Darmstadt                            |  |  |                                                            |                                                            |                                                            |                                                            |                                                            |                                                            |  |  |  |  |  |  |  |  |  |  |  |  |  |  |  |  |  |  |  |  |  |  |  |  |  |  |  |  |  |  |  |  |  |  |  |  |  |  |  |  |
|  |  |                                                                                          |                                                                                          |                                                                                          |                                                                                          |                                                                                          |                                                                                          |  |  |                                                                          |                                                                          |                                                                          |                                                                          |                                                                          |                                                                          |  |  |                                                       |                                                       |                                                       |                                                       |                                                       |                                                       |                       |                       |                                                                       |                                                                       |                                                                       |                                                                       |                                                                       |                                                                       |                            |                            |  |  |                                                                                      |                                                                                      |                                                                                      |                                                                                      |                                                                                      |                                                                                      |  |  |                                                       |                                                       |                                                       |                                                       |                                                       |                                                       |  |  |                                                                                          |                                                                                          |                                                                                          |                                                                                          |                                                                                          |                                                                                          |  |  |                                                            |                                                            |                                                            |                                                            |                                                            |                                                            |  |  |  |  |  |  |  |  |  |  |  |  |  |  |  |  |  |  |  |  |  |  |  |  |  |  |  |  |  |  |  |  |  |  |  |  |  |  |  |  |
|  |  |                                                                                          |                                                                                          |                                                                                          |                                                                                          |                                                                                          |                                                                                          |  |  | Olga, Gde-Dsse de Russie Georges Ier, Roi des Hellènes                   | Olga, Gde-Dsse de Russie Georges Ier, Roi des Hellènes                   | Olga, Gde-Dsse de Russie Georges Ier, Roi des Hellènes                   | Olga, Gde-Dsse de Russie Georges Ier, Roi des Hellènes                   | Olga, Gde-Dsse de Russie Georges Ier, Roi des Hellènes                   | Olga, Gde-Dsse de Russie Georges Ier, Roi des Hellènes                   |  |  |                                                       |                                                       |                                                       |                                                       |                                                       |                                                       |                       |                       | Éléonore, Pcesse Reuss-Köstritz Ferdinand Ier, Tsar des Bulgares      | Éléonore, Pcesse Reuss-Köstritz Ferdinand Ier, Tsar des Bulgares      | Éléonore, Pcesse Reuss-Köstritz Ferdinand Ier, Tsar des Bulgares      | Éléonore, Pcesse Reuss-Köstritz Ferdinand Ier, Tsar des Bulgares      | Éléonore, Pcesse Reuss-Köstritz Ferdinand Ier, Tsar des Bulgares      | Éléonore, Pcesse Reuss-Köstritz Ferdinand Ier, Tsar des Bulgares      |                            |                            |  |  | Marie, Pcesse de Mecklembourg-Schwerin                                               | Marie, Pcesse de Mecklembourg-Schwerin                                               | Marie, Pcesse de Mecklembourg-Schwerin                                               | Marie, Pcesse de Mecklembourg-Schwerin                                               | Marie, Pcesse de Mecklembourg-Schwerin                                               | Marie, Pcesse de Mecklembourg-Schwerin                                               |  |  | Vladimir, Gd-duc de Russie                            | Vladimir, Gd-duc de Russie                            | Vladimir, Gd-duc de Russie                            | Vladimir, Gd-duc de Russie                            | Vladimir, Gd-duc de Russie                            | Vladimir, Gd-duc de Russie                            |  |  | Marie, Gde-Dsse de Russie Alfred Ier, Duc de Saxe-Cobourg-Gotha                          | Marie, Gde-Dsse de Russie Alfred Ier, Duc de Saxe-Cobourg-Gotha                          | Marie, Gde-Dsse de Russie Alfred Ier, Duc de Saxe-Cobourg-Gotha                          | Marie, Gde-Dsse de Russie Alfred Ier, Duc de Saxe-Cobourg-Gotha                          | Marie, Gde-Dsse de Russie Alfred Ier, Duc de Saxe-Cobourg-Gotha                          | Marie, Gde-Dsse de Russie Alfred Ier, Duc de Saxe-Cobourg-Gotha                          |  |  | Alexandre III, Tsar de Russie Dagmar, Pcesse de Danemark   | Alexandre III, Tsar de Russie Dagmar, Pcesse de Danemark   | Alexandre III, Tsar de Russie Dagmar, Pcesse de Danemark   | Alexandre III, Tsar de Russie Dagmar, Pcesse de Danemark   | Alexandre III, Tsar de Russie Dagmar, Pcesse de Danemark   | Alexandre III, Tsar de Russie Dagmar, Pcesse de Danemark   |  |  |  |  |  |  |  |  |  |  |  |  |  |  |  |  |  |  |  |  |  |  |  |  |  |  |  |  |  |  |  |  |  |  |  |  |  |  |  |  |
|  |  |                                                                                          |                                                                                          |                                                                                          |                                                                                          |                                                                                          |                                                                                          |  |  | Olga, Gde-Dsse de Russie Georges Ier, Roi des Hellènes                   | Olga, Gde-Dsse de Russie Georges Ier, Roi des Hellènes                   | Olga, Gde-Dsse de Russie Georges Ier, Roi des Hellènes                   | Olga, Gde-Dsse de Russie Georges Ier, Roi des Hellènes                   | Olga, Gde-Dsse de Russie Georges Ier, Roi des Hellènes                   | Olga, Gde-Dsse de Russie Georges Ier, Roi des Hellènes                   |  |  |                                                       |                                                       |                                                       |                                                       |                                                       |                                                       |                       |                       | Éléonore, Pcesse Reuss-Köstritz Ferdinand Ier, Tsar des Bulgares      | Éléonore, Pcesse Reuss-Köstritz Ferdinand Ier, Tsar des Bulgares      | Éléonore, Pcesse Reuss-Köstritz Ferdinand Ier, Tsar des Bulgares      | Éléonore, Pcesse Reuss-Köstritz Ferdinand Ier, Tsar des Bulgares      | Éléonore, Pcesse Reuss-Köstritz Ferdinand Ier, Tsar des Bulgares      | Éléonore, Pcesse Reuss-Köstritz Ferdinand Ier, Tsar des Bulgares      |                            |                            |  |  | Marie, Pcesse de Mecklembourg-Schwerin                                               | Marie, Pcesse de Mecklembourg-Schwerin                                               | Marie, Pcesse de Mecklembourg-Schwerin                                               | Marie, Pcesse de Mecklembourg-Schwerin                                               | Marie, Pcesse de Mecklembourg-Schwerin                                               | Marie, Pcesse de Mecklembourg-Schwerin                                               |  |  | Vladimir, Gd-duc de Russie                            | Vladimir, Gd-duc de Russie                            | Vladimir, Gd-duc de Russie                            | Vladimir, Gd-duc de Russie                            | Vladimir, Gd-duc de Russie                            | Vladimir, Gd-duc de Russie                            |  |  | Marie, Gde-Dsse de Russie Alfred Ier, Duc de Saxe-Cobourg-Gotha                          | Marie, Gde-Dsse de Russie Alfred Ier, Duc de Saxe-Cobourg-Gotha                          | Marie, Gde-Dsse de Russie Alfred Ier, Duc de Saxe-Cobourg-Gotha                          | Marie, Gde-Dsse de Russie Alfred Ier, Duc de Saxe-Cobourg-Gotha                          | Marie, Gde-Dsse de Russie Alfred Ier, Duc de Saxe-Cobourg-Gotha                          | Marie, Gde-Dsse de Russie Alfred Ier, Duc de Saxe-Cobourg-Gotha                          |  |  | Alexandre III, Tsar de Russie Dagmar, Pcesse de Danemark   | Alexandre III, Tsar de Russie Dagmar, Pcesse de Danemark   | Alexandre III, Tsar de Russie Dagmar, Pcesse de Danemark   | Alexandre III, Tsar de Russie Dagmar, Pcesse de Danemark   | Alexandre III, Tsar de Russie Dagmar, Pcesse de Danemark   | Alexandre III, Tsar de Russie Dagmar, Pcesse de Danemark   |  |  |  |  |  |  |  |  |  |  |  |  |  |  |  |  |  |  |  |  |  |  |  |  |  |  |  |  |  |  |  |  |  |  |  |  |  |  |  |  |
|  |  |                                                                                          |                                                                                          |                                                                                          |                                                                                          |                                                                                          |                                                                                          |  |  |                                                                          |                                                                          |                                                                          |                                                                          |                                                                          |                                                                          |  |  |                                                       |                                                       |                                                       |                                                       |                                                       |                                                       |                       |                       |                                                                       |                                                                       |                                                                       |                                                                       |                                                                       |                                                                       |                            |                            |  |  |                                                                                      |                                                                                      |                                                                                      |                                                                                      |                                                                                      |                                                                                      |  |  |                                                       |                                                       |                                                       |                                                       |                                                       |                                                       |  |  |                                                                                          |                                                                                          |                                                                                          |                                                                                          |                                                                                          |                                                                                          |  |  |                                                            |                                                            |                                                            |                                                            |                                                            |                                                            |  |  |  |  |  |  |  |  |  |  |  |  |  |  |  |  |  |  |  |  |  |  |  |  |  |  |  |  |  |  |  |  |  |  |  |  |  |  |  |  |
|  |  |                                                                                          |                                                                                          |                                                                                          |                                                                                          |                                                                                          |                                                                                          |  |  |                                                                          |                                                                          |                                                                          |                                                                          |                                                                          |                                                                          |  |  |                                                       |                                                       |                                                       |                                                       |                                                       |                                                       |                       |                       |                                                                       |                                                                       |                                                                       |                                                                       |                                                                       |                                                                       |                            |                            |  |  |                                                                                      |                                                                                      |                                                                                      |                                                                                      |                                                                                      |                                                                                      |  |  |                                                       |                                                       |                                                       |                                                       |                                                       |                                                       |  |  |                                                                                          |                                                                                          |                                                                                          |                                                                                          |                                                                                          |                                                                                          |  |  |                                                            |                                                            |                                                            |                                                            |                                                            |                                                            |  |  |  |  |  |  |  |  |  |  |  |  |  |  |  |  |  |  |  |  |  |  |  |  |  |  |  |  |  |  |  |  |  |  |  |  |  |  |  |  |
|  |  |                                                                                          |                                                                                          |                                                                                          |                                                                                          |                                                                                          |                                                                                          |  |  | Constantin Ier, Roi des Hellènes Sophie, Pcesse de Prusse et d'Allemagne | Constantin Ier, Roi des Hellènes Sophie, Pcesse de Prusse et d'Allemagne | Constantin Ier, Roi des Hellènes Sophie, Pcesse de Prusse et d'Allemagne | Constantin Ier, Roi des Hellènes Sophie, Pcesse de Prusse et d'Allemagne | Constantin Ier, Roi des Hellènes Sophie, Pcesse de Prusse et d'Allemagne | Constantin Ier, Roi des Hellènes Sophie, Pcesse de Prusse et d'Allemagne |  |  |                                                       |                                                       | Nicolas, Pce de Grèce                                 | Nicolas, Pce de Grèce                                 | Nicolas, Pce de Grèce                                 | Nicolas, Pce de Grèce                                 | Nicolas, Pce de Grèce | Nicolas, Pce de Grèce |                                                                       |                                                                       | Hélène, Gde-Dsse de Russie                                            | Hélène, Gde-Dsse de Russie                                            | Hélène, Gde-Dsse de Russie                                            | Hélène, Gde-Dsse de Russie                                            | Hélène, Gde-Dsse de Russie | Hélène, Gde-Dsse de Russie |  |  | Cyrille, Prétendant au trône de Russie                                               | Cyrille, Prétendant au trône de Russie                                               | Cyrille, Prétendant au trône de Russie                                               | Cyrille, Prétendant au trône de Russie                                               | Cyrille, Prétendant au trône de Russie                                               | Cyrille, Prétendant au trône de Russie                                               |  |  | Victoria-Mélita, Pcesse de Saxe-Cobourg-Gotha         | Victoria-Mélita, Pcesse de Saxe-Cobourg-Gotha         | Victoria-Mélita, Pcesse de Saxe-Cobourg-Gotha         | Victoria-Mélita, Pcesse de Saxe-Cobourg-Gotha         | Victoria-Mélita, Pcesse de Saxe-Cobourg-Gotha         | Victoria-Mélita, Pcesse de Saxe-Cobourg-Gotha         |  |  | Marie, Pcesse de Saxe-Cobourg-Gotha Ferdinand Ier, Roi de Roumanie                       | Marie, Pcesse de Saxe-Cobourg-Gotha Ferdinand Ier, Roi de Roumanie                       | Marie, Pcesse de Saxe-Cobourg-Gotha Ferdinand Ier, Roi de Roumanie                       | Marie, Pcesse de Saxe-Cobourg-Gotha Ferdinand Ier, Roi de Roumanie                       | Marie, Pcesse de Saxe-Cobourg-Gotha Ferdinand Ier, Roi de Roumanie                       | Marie, Pcesse de Saxe-Cobourg-Gotha Ferdinand Ier, Roi de Roumanie                       |  |  | Nicolas II, Tsar de Russie Alix, Pcesse de Hesse-Darmstadt | Nicolas II, Tsar de Russie Alix, Pcesse de Hesse-Darmstadt | Nicolas II, Tsar de Russie Alix, Pcesse de Hesse-Darmstadt | Nicolas II, Tsar de Russie Alix, Pcesse de Hesse-Darmstadt | Nicolas II, Tsar de Russie Alix, Pcesse de Hesse-Darmstadt | Nicolas II, Tsar de Russie Alix, Pcesse de Hesse-Darmstadt |  |  |  |  |  |  |  |  |  |  |  |  |  |  |  |  |  |  |  |  |  |  |  |  |  |  |  |  |  |  |  |  |  |  |  |  |  |  |  |  |
|  |  |                                                                                          |                                                                                          |                                                                                          |                                                                                          |                                                                                          |                                                                                          |  |  | Constantin Ier, Roi des Hellènes Sophie, Pcesse de Prusse et d'Allemagne | Constantin Ier, Roi des Hellènes Sophie, Pcesse de Prusse et d'Allemagne | Constantin Ier, Roi des Hellènes Sophie, Pcesse de Prusse et d'Allemagne | Constantin Ier, Roi des Hellènes Sophie, Pcesse de Prusse et d'Allemagne | Constantin Ier, Roi des Hellènes Sophie, Pcesse de Prusse et d'Allemagne | Constantin Ier, Roi des Hellènes Sophie, Pcesse de Prusse et d'Allemagne |  |  |                                                       |                                                       | Nicolas, Pce de Grèce                                 | Nicolas, Pce de Grèce                                 | Nicolas, Pce de Grèce                                 | Nicolas, Pce de Grèce                                 | Nicolas, Pce de Grèce | Nicolas, Pce de Grèce |                                                                       |                                                                       | Hélène, Gde-Dsse de Russie                                            | Hélène, Gde-Dsse de Russie                                            | Hélène, Gde-Dsse de Russie                                            | Hélène, Gde-Dsse de Russie                                            | Hélène, Gde-Dsse de Russie | Hélène, Gde-Dsse de Russie |  |  | Cyrille, Prétendant au trône de Russie                                               | Cyrille, Prétendant au trône de Russie                                               | Cyrille, Prétendant au trône de Russie                                               | Cyrille, Prétendant au trône de Russie                                               | Cyrille, Prétendant au trône de Russie                                               | Cyrille, Prétendant au trône de Russie                                               |  |  | Victoria-Mélita, Pcesse de Saxe-Cobourg-Gotha         | Victoria-Mélita, Pcesse de Saxe-Cobourg-Gotha         | Victoria-Mélita, Pcesse de Saxe-Cobourg-Gotha         | Victoria-Mélita, Pcesse de Saxe-Cobourg-Gotha         | Victoria-Mélita, Pcesse de Saxe-Cobourg-Gotha         | Victoria-Mélita, Pcesse de Saxe-Cobourg-Gotha         |  |  | Marie, Pcesse de Saxe-Cobourg-Gotha Ferdinand Ier, Roi de Roumanie                       | Marie, Pcesse de Saxe-Cobourg-Gotha Ferdinand Ier, Roi de Roumanie                       | Marie, Pcesse de Saxe-Cobourg-Gotha Ferdinand Ier, Roi de Roumanie                       | Marie, Pcesse de Saxe-Cobourg-Gotha Ferdinand Ier, Roi de Roumanie                       | Marie, Pcesse de Saxe-Cobourg-Gotha Ferdinand Ier, Roi de Roumanie                       | Marie, Pcesse de Saxe-Cobourg-Gotha Ferdinand Ier, Roi de Roumanie                       |  |  | Nicolas II, Tsar de Russie Alix, Pcesse de Hesse-Darmstadt | Nicolas II, Tsar de Russie Alix, Pcesse de Hesse-Darmstadt | Nicolas II, Tsar de Russie Alix, Pcesse de Hesse-Darmstadt | Nicolas II, Tsar de Russie Alix, Pcesse de Hesse-Darmstadt | Nicolas II, Tsar de Russie Alix, Pcesse de Hesse-Darmstadt | Nicolas II, Tsar de Russie Alix, Pcesse de Hesse-Darmstadt |  |  |  |  |  |  |  |  |  |  |  |  |  |  |  |  |  |  |  |  |  |  |  |  |  |  |  |  |  |  |  |  |  |  |  |  |  |  |  |  |
|  |  |                                                                                          |                                                                                          |                                                                                          |                                                                                          |                                                                                          |                                                                                          |  |  |                                                                          |                                                                          |                                                                          |                                                                          |                                                                          |                                                                          |  |  |                                                       |                                                       |                                                       |                                                       |                                                       |                                                       |                       |                       |                                                                       |                                                                       |                                                                       |                                                                       |                                                                       |                                                                       |                            |                            |  |  |                                                                                      |                                                                                      |                                                                                      |                                                                                      |                                                                                      |                                                                                      |  |  |                                                       |                                                       |                                                       |                                                       |                                                       |                                                       |  |  |                                                                                          |                                                                                          |                                                                                          |                                                                                          |                                                                                          |                                                                                          |  |  |                                                            |                                                            |                                                            |                                                            |                                                            |                                                            |  |  |  |  |  |  |  |  |  |  |  |  |  |  |  |  |  |  |  |  |  |  |  |  |  |  |  |  |  |  |  |  |  |  |  |  |  |  |  |  |
|  |  |                                                                                          |                                                                                          |                                                                                          |                                                                                          |                                                                                          |                                                                                          |  |  |                                                                          |                                                                          |                                                                          |                                                                          |                                                                          |                                                                          |  |  |                                                       |                                                       |                                                       |                                                       |                                                       |                                                       |                       |                       |                                                                       |                                                                       |                                                                       |                                                                       |                                                                       |                                                                       |                            |                            |  |  |                                                                                      |                                                                                      |                                                                                      |                                                                                      |                                                                                      |                                                                                      |  |  |                                                       |                                                       |                                                       |                                                       |                                                       |                                                       |  |  |                                                                                          |                                                                                          |                                                                                          |                                                                                          |                                                                                          |                                                                                          |  |  |                                                            |                                                            |                                                            |                                                            |                                                            |                                                            |  |  |  |  |  |  |  |  |  |  |  |  |  |  |  |  |  |  |  |  |  |  |  |  |  |  |  |  |  |  |  |  |  |  |  |  |  |  |  |  |
|  |  | Alexandre Ier, Roi des Hellènes Aspasía Mános                                            | Alexandre Ier, Roi des Hellènes Aspasía Mános                                            | Alexandre Ier, Roi des Hellènes Aspasía Mános                                            | Alexandre Ier, Roi des Hellènes Aspasía Mános                                            | Alexandre Ier, Roi des Hellènes Aspasía Mános                                            | Alexandre Ier, Roi des Hellènes Aspasía Mános                                            |  |  | Paul Ier, Roi des Hellènes Frederika, Pcesse de Hanovre                  | Paul Ier, Roi des Hellènes Frederika, Pcesse de Hanovre                  | Paul Ier, Roi des Hellènes Frederika, Pcesse de Hanovre                  | Paul Ier, Roi des Hellènes Frederika, Pcesse de Hanovre                  | Paul Ier, Roi des Hellènes Frederika, Pcesse de Hanovre                  | Paul Ier, Roi des Hellènes Frederika, Pcesse de Hanovre                  |  |  | Hélène, Pcesse de Grèce Carol II, Roi de Roumanie     | Hélène, Pcesse de Grèce Carol II, Roi de Roumanie     | Hélène, Pcesse de Grèce Carol II, Roi de Roumanie     | Hélène, Pcesse de Grèce Carol II, Roi de Roumanie     | Hélène, Pcesse de Grèce Carol II, Roi de Roumanie     | Hélène, Pcesse de Grèce Carol II, Roi de Roumanie     |                       |                       | Olga, Pcesse de Grèce Paul, Régent de Yougoslavie                     | Olga, Pcesse de Grèce Paul, Régent de Yougoslavie                     | Olga, Pcesse de Grèce Paul, Régent de Yougoslavie                     | Olga, Pcesse de Grèce Paul, Régent de Yougoslavie                     | Olga, Pcesse de Grèce Paul, Régent de Yougoslavie                     | Olga, Pcesse de Grèce Paul, Régent de Yougoslavie                     |                            |                            |  |  | Vladimir, Prétendant au trône de Russie Léonida, Pcesse Bagration-Moukhransky        | Vladimir, Prétendant au trône de Russie Léonida, Pcesse Bagration-Moukhransky        | Vladimir, Prétendant au trône de Russie Léonida, Pcesse Bagration-Moukhransky        | Vladimir, Prétendant au trône de Russie Léonida, Pcesse Bagration-Moukhransky        | Vladimir, Prétendant au trône de Russie Léonida, Pcesse Bagration-Moukhransky        | Vladimir, Prétendant au trône de Russie Léonida, Pcesse Bagration-Moukhransky        |  |  | Carol II, Roi de Roumanie Hélène, Pcesse de Grèce     | Carol II, Roi de Roumanie Hélène, Pcesse de Grèce     | Carol II, Roi de Roumanie Hélène, Pcesse de Grèce     | Carol II, Roi de Roumanie Hélène, Pcesse de Grèce     | Carol II, Roi de Roumanie Hélène, Pcesse de Grèce     | Carol II, Roi de Roumanie Hélène, Pcesse de Grèce     |  |  | Marie, Pcesse de Roumanie Alexandre Ier, Roi de Yougoslavie                              | Marie, Pcesse de Roumanie Alexandre Ier, Roi de Yougoslavie                              | Marie, Pcesse de Roumanie Alexandre Ier, Roi de Yougoslavie                              | Marie, Pcesse de Roumanie Alexandre Ier, Roi de Yougoslavie                              | Marie, Pcesse de Roumanie Alexandre Ier, Roi de Yougoslavie                              | Marie, Pcesse de Roumanie Alexandre Ier, Roi de Yougoslavie                              |  |  | Alexis, Tsarévitch de Russie                               | Alexis, Tsarévitch de Russie                               | Alexis, Tsarévitch de Russie                               | Alexis, Tsarévitch de Russie                               | Alexis, Tsarévitch de Russie                               | Alexis, Tsarévitch de Russie                               |  |  |  |  |  |  |  |  |  |  |  |  |  |  |  |  |  |  |  |  |  |  |  |  |  |  |  |  |  |  |  |  |  |  |  |  |  |  |  |  |
|  |  | Alexandre Ier, Roi des Hellènes Aspasía Mános                                            | Alexandre Ier, Roi des Hellènes Aspasía Mános                                            | Alexandre Ier, Roi des Hellènes Aspasía Mános                                            | Alexandre Ier, Roi des Hellènes Aspasía Mános                                            | Alexandre Ier, Roi des Hellènes Aspasía Mános                                            | Alexandre Ier, Roi des Hellènes Aspasía Mános                                            |  |  | Paul Ier, Roi des Hellènes Frederika, Pcesse de Hanovre                  | Paul Ier, Roi des Hellènes Frederika, Pcesse de Hanovre                  | Paul Ier, Roi des Hellènes Frederika, Pcesse de Hanovre                  | Paul Ier, Roi des Hellènes Frederika, Pcesse de Hanovre                  | Paul Ier, Roi des Hellènes Frederika, Pcesse de Hanovre                  | Paul Ier, Roi des Hellènes Frederika, Pcesse de Hanovre                  |  |  | Hélène, Pcesse de Grèce Carol II, Roi de Roumanie     | Hélène, Pcesse de Grèce Carol II, Roi de Roumanie     | Hélène, Pcesse de Grèce Carol II, Roi de Roumanie     | Hélène, Pcesse de Grèce Carol II, Roi de Roumanie     | Hélène, Pcesse de Grèce Carol II, Roi de Roumanie     | Hélène, Pcesse de Grèce Carol II, Roi de Roumanie     |                       |                       | Olga, Pcesse de Grèce Paul, Régent de Yougoslavie                     | Olga, Pcesse de Grèce Paul, Régent de Yougoslavie                     | Olga, Pcesse de Grèce Paul, Régent de Yougoslavie                     | Olga, Pcesse de Grèce Paul, Régent de Yougoslavie                     | Olga, Pcesse de Grèce Paul, Régent de Yougoslavie                     | Olga, Pcesse de Grèce Paul, Régent de Yougoslavie                     |                            |                            |  |  | Vladimir, Prétendant au trône de Russie Léonida, Pcesse Bagration-Moukhransky        | Vladimir, Prétendant au trône de Russie Léonida, Pcesse Bagration-Moukhransky        | Vladimir, Prétendant au trône de Russie Léonida, Pcesse Bagration-Moukhransky        | Vladimir, Prétendant au trône de Russie Léonida, Pcesse Bagration-Moukhransky        | Vladimir, Prétendant au trône de Russie Léonida, Pcesse Bagration-Moukhransky        | Vladimir, Prétendant au trône de Russie Léonida, Pcesse Bagration-Moukhransky        |  |  | Carol II, Roi de Roumanie Hélène, Pcesse de Grèce     | Carol II, Roi de Roumanie Hélène, Pcesse de Grèce     | Carol II, Roi de Roumanie Hélène, Pcesse de Grèce     | Carol II, Roi de Roumanie Hélène, Pcesse de Grèce     | Carol II, Roi de Roumanie Hélène, Pcesse de Grèce     | Carol II, Roi de Roumanie Hélène, Pcesse de Grèce     |  |  | Marie, Pcesse de Roumanie Alexandre Ier, Roi de Yougoslavie                              | Marie, Pcesse de Roumanie Alexandre Ier, Roi de Yougoslavie                              | Marie, Pcesse de Roumanie Alexandre Ier, Roi de Yougoslavie                              | Marie, Pcesse de Roumanie Alexandre Ier, Roi de Yougoslavie                              | Marie, Pcesse de Roumanie Alexandre Ier, Roi de Yougoslavie                              | Marie, Pcesse de Roumanie Alexandre Ier, Roi de Yougoslavie                              |  |  | Alexis, Tsarévitch de Russie                               | Alexis, Tsarévitch de Russie                               | Alexis, Tsarévitch de Russie                               | Alexis, Tsarévitch de Russie                               | Alexis, Tsarévitch de Russie                               | Alexis, Tsarévitch de Russie                               |  |  |  |  |  |  |  |  |  |  |  |  |  |  |  |  |  |  |  |  |  |  |  |  |  |  |  |  |  |  |  |  |  |  |  |  |  |  |  |  |
|  |  | Alexandra, Pcesse de Grèce Pierre II, Roi de Yougoslavie                                 | Alexandra, Pcesse de Grèce Pierre II, Roi de Yougoslavie                                 | Alexandra, Pcesse de Grèce Pierre II, Roi de Yougoslavie                                 | Alexandra, Pcesse de Grèce Pierre II, Roi de Yougoslavie                                 | Alexandra, Pcesse de Grèce Pierre II, Roi de Yougoslavie                                 | Alexandra, Pcesse de Grèce Pierre II, Roi de Yougoslavie                                 |  |  | Constantin II, Roi des Hellènes Anne-Marie, Pcesse de Danemark           | Constantin II, Roi des Hellènes Anne-Marie, Pcesse de Danemark           | Constantin II, Roi des Hellènes Anne-Marie, Pcesse de Danemark           | Constantin II, Roi des Hellènes Anne-Marie, Pcesse de Danemark           | Constantin II, Roi des Hellènes Anne-Marie, Pcesse de Danemark           | Constantin II, Roi des Hellènes Anne-Marie, Pcesse de Danemark           |  |  | Michel Ier, Roi de Roumanie Anne, Pcesse de Parme     | Michel Ier, Roi de Roumanie Anne, Pcesse de Parme     | Michel Ier, Roi de Roumanie Anne, Pcesse de Parme     | Michel Ier, Roi de Roumanie Anne, Pcesse de Parme     | Michel Ier, Roi de Roumanie Anne, Pcesse de Parme     | Michel Ier, Roi de Roumanie Anne, Pcesse de Parme     |                       |                       | Alexandre, Pce de Yougoslavie Maria-Pia, Pcesse d'Italie              | Alexandre, Pce de Yougoslavie Maria-Pia, Pcesse d'Italie              | Alexandre, Pce de Yougoslavie Maria-Pia, Pcesse d'Italie              | Alexandre, Pce de Yougoslavie Maria-Pia, Pcesse d'Italie              | Alexandre, Pce de Yougoslavie Maria-Pia, Pcesse d'Italie              | Alexandre, Pce de Yougoslavie Maria-Pia, Pcesse d'Italie              |                            |                            |  |  | Marie, Prétendante au trône de Russie François-Guillaume, Pce de Prusse              | Marie, Prétendante au trône de Russie François-Guillaume, Pce de Prusse              | Marie, Prétendante au trône de Russie François-Guillaume, Pce de Prusse              | Marie, Prétendante au trône de Russie François-Guillaume, Pce de Prusse              | Marie, Prétendante au trône de Russie François-Guillaume, Pce de Prusse              | Marie, Prétendante au trône de Russie François-Guillaume, Pce de Prusse              |  |  | Michel Ier, Roi de Roumanie Anne, Pcesse de Parme     | Michel Ier, Roi de Roumanie Anne, Pcesse de Parme     | Michel Ier, Roi de Roumanie Anne, Pcesse de Parme     | Michel Ier, Roi de Roumanie Anne, Pcesse de Parme     | Michel Ier, Roi de Roumanie Anne, Pcesse de Parme     | Michel Ier, Roi de Roumanie Anne, Pcesse de Parme     |  |  | Pierre II, Roi de Yougoslavie Alexandra, Pcesse de Grèce                                 | Pierre II, Roi de Yougoslavie Alexandra, Pcesse de Grèce                                 | Pierre II, Roi de Yougoslavie Alexandra, Pcesse de Grèce                                 | Pierre II, Roi de Yougoslavie Alexandra, Pcesse de Grèce                                 | Pierre II, Roi de Yougoslavie Alexandra, Pcesse de Grèce                                 | Pierre II, Roi de Yougoslavie Alexandra, Pcesse de Grèce                                 |  |  |                                                            |                                                            |                                                            |                                                            |                                                            |                                                            |  |  |  |  |  |  |  |  |  |  |  |  |  |  |  |  |  |  |  |  |  |  |  |  |  |  |  |  |  |  |  |  |  |  |  |  |  |  |  |  |
|  |  | Alexandra, Pcesse de Grèce Pierre II, Roi de Yougoslavie                                 | Alexandra, Pcesse de Grèce Pierre II, Roi de Yougoslavie                                 | Alexandra, Pcesse de Grèce Pierre II, Roi de Yougoslavie                                 | Alexandra, Pcesse de Grèce Pierre II, Roi de Yougoslavie                                 | Alexandra, Pcesse de Grèce Pierre II, Roi de Yougoslavie                                 | Alexandra, Pcesse de Grèce Pierre II, Roi de Yougoslavie                                 |  |  | Constantin II, Roi des Hellènes Anne-Marie, Pcesse de Danemark           | Constantin II, Roi des Hellènes Anne-Marie, Pcesse de Danemark           | Constantin II, Roi des Hellènes Anne-Marie, Pcesse de Danemark           | Constantin II, Roi des Hellènes Anne-Marie, Pcesse de Danemark           | Constantin II, Roi des Hellènes Anne-Marie, Pcesse de Danemark           | Constantin II, Roi des Hellènes Anne-Marie, Pcesse de Danemark           |  |  | Michel Ier, Roi de Roumanie Anne, Pcesse de Parme     | Michel Ier, Roi de Roumanie Anne, Pcesse de Parme     | Michel Ier, Roi de Roumanie Anne, Pcesse de Parme     | Michel Ier, Roi de Roumanie Anne, Pcesse de Parme     | Michel Ier, Roi de Roumanie Anne, Pcesse de Parme     | Michel Ier, Roi de Roumanie Anne, Pcesse de Parme     |                       |                       | Alexandre, Pce de Yougoslavie Maria-Pia, Pcesse d'Italie              | Alexandre, Pce de Yougoslavie Maria-Pia, Pcesse d'Italie              | Alexandre, Pce de Yougoslavie Maria-Pia, Pcesse d'Italie              | Alexandre, Pce de Yougoslavie Maria-Pia, Pcesse d'Italie              | Alexandre, Pce de Yougoslavie Maria-Pia, Pcesse d'Italie              | Alexandre, Pce de Yougoslavie Maria-Pia, Pcesse d'Italie              |                            |                            |  |  | Marie, Prétendante au trône de Russie François-Guillaume, Pce de Prusse              | Marie, Prétendante au trône de Russie François-Guillaume, Pce de Prusse              | Marie, Prétendante au trône de Russie François-Guillaume, Pce de Prusse              | Marie, Prétendante au trône de Russie François-Guillaume, Pce de Prusse              | Marie, Prétendante au trône de Russie François-Guillaume, Pce de Prusse              | Marie, Prétendante au trône de Russie François-Guillaume, Pce de Prusse              |  |  | Michel Ier, Roi de Roumanie Anne, Pcesse de Parme     | Michel Ier, Roi de Roumanie Anne, Pcesse de Parme     | Michel Ier, Roi de Roumanie Anne, Pcesse de Parme     | Michel Ier, Roi de Roumanie Anne, Pcesse de Parme     | Michel Ier, Roi de Roumanie Anne, Pcesse de Parme     | Michel Ier, Roi de Roumanie Anne, Pcesse de Parme     |  |  | Pierre II, Roi de Yougoslavie Alexandra, Pcesse de Grèce                                 | Pierre II, Roi de Yougoslavie Alexandra, Pcesse de Grèce                                 | Pierre II, Roi de Yougoslavie Alexandra, Pcesse de Grèce                                 | Pierre II, Roi de Yougoslavie Alexandra, Pcesse de Grèce                                 | Pierre II, Roi de Yougoslavie Alexandra, Pcesse de Grèce                                 | Pierre II, Roi de Yougoslavie Alexandra, Pcesse de Grèce                                 |  |  |                                                            |                                                            |                                                            |                                                            |                                                            |                                                            |  |  |  |  |  |  |  |  |  |  |  |  |  |  |  |  |  |  |  |  |  |  |  |  |  |  |  |  |  |  |  |  |  |  |  |  |  |  |  |  |
|  |  | Alexandre, Prétendant au trône de Yougoslavie Maria da Glória, Pcesse d'Orléans-Bragance | Alexandre, Prétendant au trône de Yougoslavie Maria da Glória, Pcesse d'Orléans-Bragance | Alexandre, Prétendant au trône de Yougoslavie Maria da Glória, Pcesse d'Orléans-Bragance | Alexandre, Prétendant au trône de Yougoslavie Maria da Glória, Pcesse d'Orléans-Bragance | Alexandre, Prétendant au trône de Yougoslavie Maria da Glória, Pcesse d'Orléans-Bragance | Alexandre, Prétendant au trône de Yougoslavie Maria da Glória, Pcesse d'Orléans-Bragance |  |  | Paul, Diadoque de Grèce Marie-Chantal Miller                             | Paul, Diadoque de Grèce Marie-Chantal Miller                             | Paul, Diadoque de Grèce Marie-Chantal Miller                             | Paul, Diadoque de Grèce Marie-Chantal Miller                             | Paul, Diadoque de Grèce Marie-Chantal Miller                             | Paul, Diadoque de Grèce Marie-Chantal Miller                             |  |  | Margareta, Prétendante au trône de Roumanie Radu Duda | Margareta, Prétendante au trône de Roumanie Radu Duda | Margareta, Prétendante au trône de Roumanie Radu Duda | Margareta, Prétendante au trône de Roumanie Radu Duda | Margareta, Prétendante au trône de Roumanie Radu Duda | Margareta, Prétendante au trône de Roumanie Radu Duda |                       |                       | Michel, Pce de Yougoslavie                                            | Michel, Pce de Yougoslavie                                            | Michel, Pce de Yougoslavie                                            | Michel, Pce de Yougoslavie                                            | Michel, Pce de Yougoslavie                                            | Michel, Pce de Yougoslavie                                            |                            |                            |  |  | Georges, Gd-duc de Russie Rebecca Virginia Bettarini                                 | Georges, Gd-duc de Russie Rebecca Virginia Bettarini                                 | Georges, Gd-duc de Russie Rebecca Virginia Bettarini                                 | Georges, Gd-duc de Russie Rebecca Virginia Bettarini                                 | Georges, Gd-duc de Russie Rebecca Virginia Bettarini                                 | Georges, Gd-duc de Russie Rebecca Virginia Bettarini                                 |  |  | Margareta, Prétendante au trône de Roumanie Radu Duda | Margareta, Prétendante au trône de Roumanie Radu Duda | Margareta, Prétendante au trône de Roumanie Radu Duda | Margareta, Prétendante au trône de Roumanie Radu Duda | Margareta, Prétendante au trône de Roumanie Radu Duda | Margareta, Prétendante au trône de Roumanie Radu Duda |  |  | Alexandre, Prétendant au trône de Yougoslavie Maria da Glória, Pcesse d'Orléans-Bragance | Alexandre, Prétendant au trône de Yougoslavie Maria da Glória, Pcesse d'Orléans-Bragance | Alexandre, Prétendant au trône de Yougoslavie Maria da Glória, Pcesse d'Orléans-Bragance | Alexandre, Prétendant au trône de Yougoslavie Maria da Glória, Pcesse d'Orléans-Bragance | Alexandre, Prétendant au trône de Yougoslavie Maria da Glória, Pcesse d'Orléans-Bragance | Alexandre, Prétendant au trône de Yougoslavie Maria da Glória, Pcesse d'Orléans-Bragance |  |  |                                                            |                                                            |                                                            |                                                            |                                                            |                                                            |  |  |  |  |  |  |  |  |  |  |  |  |  |  |  |  |  |  |  |  |  |  |  |  |  |  |  |  |  |  |  |  |  |  |  |  |  |  |  |  |

### Quartiers de la grande-duchesse
|  |                                                  |  |  |  |  |  |  |  |  |  |  |  |  |  |  |  |
|  | 16. Paul Ier de Russie                           |  |  |  |  |  |  |  |  |  |  |  |  |  |  |  |
|  |                                                  |  |  |  |  |  |  |  |  |  |  |  |  |  |  |  |
|  |                                                  |  |  |  |  |  |  |  |  |  |  |  |  |  |  |  |
|  | 8. Nicolas Ier de Russie                         |  |  |  |  |  |  |  |  |  |  |  |  |  |  |  |
|  |                                                  |  |  |  |  |  |  |  |  |  |  |  |  |  |  |  |
|  |                                                  |  |  |  |  |  |  |  |  |  |  |  |  |  |  |  |
|  | 17. Sophie-Dorothée de Wurtemberg                |  |  |  |  |  |  |  |  |  |  |  |  |  |  |  |
|  |                                                  |  |  |  |  |  |  |  |  |  |  |  |  |  |  |  |
|  |                                                  |  |  |  |  |  |  |  |  |  |  |  |  |  |  |  |
|  | 4. Alexandre II de Russie                        |  |  |  |  |  |  |  |  |  |  |  |  |  |  |  |
|  |                                                  |  |  |  |  |  |  |  |  |  |  |  |  |  |  |  |
|  |                                                  |  |  |  |  |  |  |  |  |  |  |  |  |  |  |  |
|  | 18. Frédéric-Guillaume III de Prusse             |  |  |  |  |  |  |  |  |  |  |  |  |  |  |  |
|  |                                                  |  |  |  |  |  |  |  |  |  |  |  |  |  |  |  |
|  |                                                  |  |  |  |  |  |  |  |  |  |  |  |  |  |  |  |
|  | 9. Charlotte de Prusse                           |  |  |  |  |  |  |  |  |  |  |  |  |  |  |  |
|  |                                                  |  |  |  |  |  |  |  |  |  |  |  |  |  |  |  |
|  |                                                  |  |  |  |  |  |  |  |  |  |  |  |  |  |  |  |
|  | 19. Louise de Mecklembourg-Strelitz              |  |  |  |  |  |  |  |  |  |  |  |  |  |  |  |
|  |                                                  |  |  |  |  |  |  |  |  |  |  |  |  |  |  |  |
|  |                                                  |  |  |  |  |  |  |  |  |  |  |  |  |  |  |  |
|  | 2. Vladimir Alexandrovitch de Russie             |  |  |  |  |  |  |  |  |  |  |  |  |  |  |  |
|  |                                                  |  |  |  |  |  |  |  |  |  |  |  |  |  |  |  |
|  |                                                  |  |  |  |  |  |  |  |  |  |  |  |  |  |  |  |
|  | 20. Louis Ier de Hesse-Darmstadt                 |  |  |  |  |  |  |  |  |  |  |  |  |  |  |  |
|  |                                                  |  |  |  |  |  |  |  |  |  |  |  |  |  |  |  |
|  |                                                  |  |  |  |  |  |  |  |  |  |  |  |  |  |  |  |
|  | 10. Louis II de Hesse-Darmstadt                  |  |  |  |  |  |  |  |  |  |  |  |  |  |  |  |
|  |                                                  |  |  |  |  |  |  |  |  |  |  |  |  |  |  |  |
|  |                                                  |  |  |  |  |  |  |  |  |  |  |  |  |  |  |  |
|  | 21. Louise de Hesse-Darmstadt                    |  |  |  |  |  |  |  |  |  |  |  |  |  |  |  |
|  |                                                  |  |  |  |  |  |  |  |  |  |  |  |  |  |  |  |
|  |                                                  |  |  |  |  |  |  |  |  |  |  |  |  |  |  |  |
|  | 5. Marie de Hesse-Darmstadt                      |  |  |  |  |  |  |  |  |  |  |  |  |  |  |  |
|  |                                                  |  |  |  |  |  |  |  |  |  |  |  |  |  |  |  |
|  |                                                  |  |  |  |  |  |  |  |  |  |  |  |  |  |  |  |
|  | 22. Charles-Louis de Bade                        |  |  |  |  |  |  |  |  |  |  |  |  |  |  |  |
|  |                                                  |  |  |  |  |  |  |  |  |  |  |  |  |  |  |  |
|  |                                                  |  |  |  |  |  |  |  |  |  |  |  |  |  |  |  |
|  | 11. Wilhelmine de Bade                           |  |  |  |  |  |  |  |  |  |  |  |  |  |  |  |
|  |                                                  |  |  |  |  |  |  |  |  |  |  |  |  |  |  |  |
|  |                                                  |  |  |  |  |  |  |  |  |  |  |  |  |  |  |  |
|  | 23. Amélie de Hesse-Darmstadt                    |  |  |  |  |  |  |  |  |  |  |  |  |  |  |  |
|  |                                                  |  |  |  |  |  |  |  |  |  |  |  |  |  |  |  |
|  |                                                  |  |  |  |  |  |  |  |  |  |  |  |  |  |  |  |
|  | 1. Hélène Vladimirovna de Russie                 |  |  |  |  |  |  |  |  |  |  |  |  |  |  |  |
|  |                                                  |  |  |  |  |  |  |  |  |  |  |  |  |  |  |  |
|  |                                                  |  |  |  |  |  |  |  |  |  |  |  |  |  |  |  |
|  | 24. Frédéric-Louis de Mecklembourg-Schwerin      |  |  |  |  |  |  |  |  |  |  |  |  |  |  |  |
|  |                                                  |  |  |  |  |  |  |  |  |  |  |  |  |  |  |  |
|  |                                                  |  |  |  |  |  |  |  |  |  |  |  |  |  |  |  |
|  | 12. Paul-Frédéric de Mecklembourg-Schwerin       |  |  |  |  |  |  |  |  |  |  |  |  |  |  |  |
|  |                                                  |  |  |  |  |  |  |  |  |  |  |  |  |  |  |  |
|  |                                                  |  |  |  |  |  |  |  |  |  |  |  |  |  |  |  |
|  | 25. Helena Pavlovna de Russie                    |  |  |  |  |  |  |  |  |  |  |  |  |  |  |  |
|  |                                                  |  |  |  |  |  |  |  |  |  |  |  |  |  |  |  |
|  |                                                  |  |  |  |  |  |  |  |  |  |  |  |  |  |  |  |
|  | 6. Frédéric-François II de Mecklembourg-Schwerin |  |  |  |  |  |  |  |  |  |  |  |  |  |  |  |
|  |                                                  |  |  |  |  |  |  |  |  |  |  |  |  |  |  |  |
|  |                                                  |  |  |  |  |  |  |  |  |  |  |  |  |  |  |  |
|  | 26. Frédéric-Guillaume III de Prusse             |  |  |  |  |  |  |  |  |  |  |  |  |  |  |  |
|  |                                                  |  |  |  |  |  |  |  |  |  |  |  |  |  |  |  |
|  |                                                  |  |  |  |  |  |  |  |  |  |  |  |  |  |  |  |
|  | 13. Alexandrine de Prusse                        |  |  |  |  |  |  |  |  |  |  |  |  |  |  |  |
|  |                                                  |  |  |  |  |  |  |  |  |  |  |  |  |  |  |  |
|  |                                                  |  |  |  |  |  |  |  |  |  |  |  |  |  |  |  |
|  | 27. Louise de Mecklembourg-Strelitz              |  |  |  |  |  |  |  |  |  |  |  |  |  |  |  |
|  |                                                  |  |  |  |  |  |  |  |  |  |  |  |  |  |  |  |
|  |                                                  |  |  |  |  |  |  |  |  |  |  |  |  |  |  |  |
|  | 3. Marie de Mecklembourg-Schwerin                |  |  |  |  |  |  |  |  |  |  |  |  |  |  |  |
|  |                                                  |  |  |  |  |  |  |  |  |  |  |  |  |  |  |  |
|  |                                                  |  |  |  |  |  |  |  |  |  |  |  |  |  |  |  |
|  | 28. Henri LXIV de Reuss-Köstritz                 |  |  |  |  |  |  |  |  |  |  |  |  |  |  |  |
|  |                                                  |  |  |  |  |  |  |  |  |  |  |  |  |  |  |  |
|  |                                                  |  |  |  |  |  |  |  |  |  |  |  |  |  |  |  |
|  | 14. Henri LXIII Reuss de Köstritz                |  |  |  |  |  |  |  |  |  |  |  |  |  |  |  |
|  |                                                  |  |  |  |  |  |  |  |  |  |  |  |  |  |  |  |
|  |                                                  |  |  |  |  |  |  |  |  |  |  |  |  |  |  |  |
|  | 29. Wilhelmine de Geuder-Rabensteiner            |  |  |  |  |  |  |  |  |  |  |  |  |  |  |  |
|  |                                                  |  |  |  |  |  |  |  |  |  |  |  |  |  |  |  |
|  |                                                  |  |  |  |  |  |  |  |  |  |  |  |  |  |  |  |
|  | 7. Augusta de Reuss-Köstritz                     |  |  |  |  |  |  |  |  |  |  |  |  |  |  |  |
|  |                                                  |  |  |  |  |  |  |  |  |  |  |  |  |  |  |  |
|  |                                                  |  |  |  |  |  |  |  |  |  |  |  |  |  |  |  |
|  | 30. Henri de Stolberg-Wernigerode                |  |  |  |  |  |  |  |  |  |  |  |  |  |  |  |
|  |                                                  |  |  |  |  |  |  |  |  |  |  |  |  |  |  |  |
|  |                                                  |  |  |  |  |  |  |  |  |  |  |  |  |  |  |  |
|  | 15. Éléonore de Stolberg-Wernigerode             |  |  |  |  |  |  |  |  |  |  |  |  |  |  |  |
|  |                                                  |  |  |  |  |  |  |  |  |  |  |  |  |  |  |  |
|  |                                                  |  |  |  |  |  |  |  |  |  |  |  |  |  |  |  |
|  | 31. Jenny de Schonbourg-Waldenbourg              |  |  |  |  |  |  |  |  |  |  |  |  |  |  |  |
|  |                                                  |  |  |  |  |  |  |  |  |  |  |  |  |  |  |  |
|  |                                                  |  |  |  |  |  |  |  |  |  |  |  |  |  |  |  |

### Journal d'Hélène
- (el) Ιωάννα Βαρβαλούκα, Το ημερολόγιο της Πριγκίπισσας Ελένης του Νικολάου : Μέρες κατοχής, μέρες απελευθέρωσης 1941-1946, Καπόν,‎ 2024, 744 p. (ISBN 9786182180440).

### Sur Hélène
- (en) Arturo E. Beéche, HRH Princess Elizabeth of Yugoslavia et HRH Prince Alexander of Yugoslavia, Dear Ellen... : Royal Europe Through the Photo Albums of Grand Duchess Helen Vladimirovna of Russia, Eurohistory, 2012 (ISBN 098546030X).

### Sur Hélène et la famille impériale de Russie
- (fr) Cyrille Boulay, La France des Romanov, Perrin, 2010 (ISBN 2262033544).
- (en) Julia Gelardi, From Splendor to Revolution : The Romanov Women, 1847-1928, Saint Martin's Griffin, 2012 (ISBN 1250001617).
- (ru) Valentine Grigoryan, Русские жёны европейских монархов, Moscou, Астрель,‎ 2011 (ISBN 9785271331671).
- (fr) Michel Huberty, Alain Giraud et F. et B. Magdelaine, L’Allemagne dynastique, t. VII : Oldenbourg  Familles alliées H-L, Le Perreux, chez l’un des auteurs, Alain Giraud, 1991, 767 p., 28 cm (ISBN 2-901138-07-1), notice « XXV 43 », p. 291.
- (en) Galina Korneva et Tatiana Cheboksarova, Grand Duchess Marie Pavlovna, Eurohistory.com, 2014 (ISBN 978-0-9854603-6-5).
- (ru) Stefano Papi, Сокровища Дома Романовых, Moscou, Астрель,‎ 2011 (ISBN 978-5-17-073228-9).
- (en) John Perry et Constantine Pleshakov, The Flight of the Romanovs : A Family Saga, Basic Books, 1999 (ISBN 0-465-02462-9).
- (en) John Van der Kiste, The Romanov : 1818-1959, Sutton Publishing, 2005 (ISBN 075093459X).
- (en) Charlotte Zeepvat, The Camera and the Tsars : A Romanov Family Album, Sutton Publishing, 2004 (ISBN 075094210X).
- (en) Charlotte Zeepvat, Romanov Automn : The Last Century of Imperial Russia, Sutton Publishing, 2006 (ISBN 0750944188).

### Sur Hélène et la famille royale de Grèce
- (en) Arturo E. Beéche, Michael of Greece et Helen Hemis-Markesinis, The Royal Hellenic dynasty, Eurohistory, 2007 (ISBN 0977196151).
- (fr) Celia Bertin, Marie Bonaparte, Paris, Perrin, 1982 (ISBN 226201602X).
- (en) Julia Gelardi, Born to Rule : Granddaughters of Victoria, Queens of Europe, Headline Review, 2006 (ISBN 0755313925).
- (es) Ricardo Mateos Sáinz de Medrano, La Familia de la Reina Sofía : La Dinastía griega, la Casa de Hannover y los reales primos de Europa, Madrid, La Esfera de los Libros, 2004 (ISBN 84-9734-195-3).
- (en) Alan Palmer et Michael of Greece, The Royal House of Greece, Weidenfeld Nicolson Illustrated, 1990 (ISBN 0297830600).
- (en) John Van der Kiste, Kings of the Hellenes : The Greek Kings, 1863-1974, Sutton Publishing, 1994 (ISBN 0750921471).
- (el) Ioanna Varvalouka, Το Ημερολόγιο της Πριγκίπισσας Ελένης του Νικολάου : Μέρες Κατοχής, Μέρες Απελευθέρωσης 1941-1946 [« Le Journal de la grande-duchesse Hélène Vladimirovna, princesse Nicolas de Grèce : Jours d'occupation, jours de libération 1941-1946 »], Athènes, Kapon,‎ 2024, 744 p. (ISBN 978-618-218-044-0).
- (en) Hugo Vickers, Alice : Princess Andrew of Greece, Londres, Hamish Hamilton, 2000 (ISBN 0-241-13686-5).

### Sur Hélène, ses gendres et leurs familles
- (en) Neil Balfour et Sally Mackay, Paul of Yugoslavia : Britain's maligned friend, Londres, H. Hamilton, 1980 (ISBN 0241103924 et 978-0-2411-0392-0).
- (en) Christopher Warwick, George and Marina : Duke and Duchess of Kent, Londres, Albert Bridge Books, 2016 (ISBN 1909771155).

### Sur Hélène et Kate Fox
- (en) Louise Heren, British Nannies and the Great War : How Norland's Regiment of Nannies Coped With Conflict & Childcare in the Great War, Pen & Sword Books Ltd, 2016 (ISBN 1473827531).